# Liste von Söhnen und Töchtern Long Islands
Diese Liste enthält Persönlichkeiten, die auf Long Island im US-Bundesstaat New York geboren wurden.
Zu Brooklyn und Queens, Stadtbezirken von New York City im Westen von Long Island, siehe:
- Liste von Persönlichkeiten aus Brooklyn
- Liste von Söhnen und Töchtern aus Queens

## #

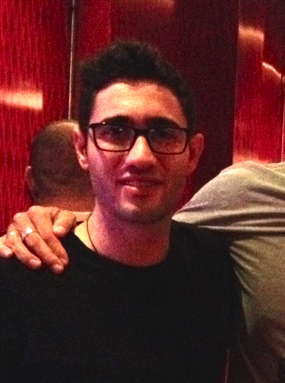
3LAU

- 3LAU (* 1991), DJ und Musikproduzent

## A
- A+ (* 1982), Rapper

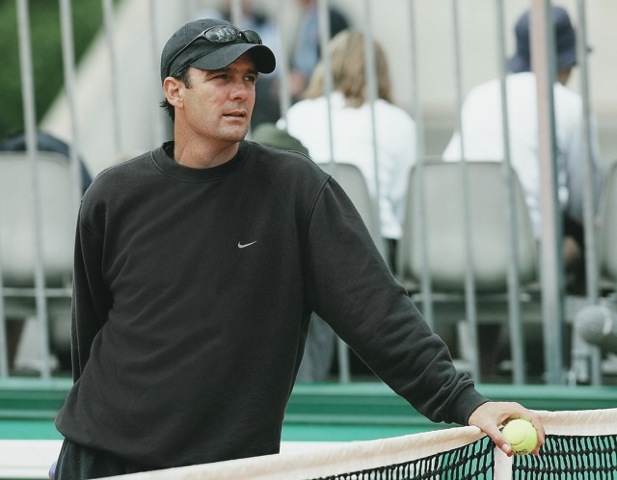
Paul Annacone

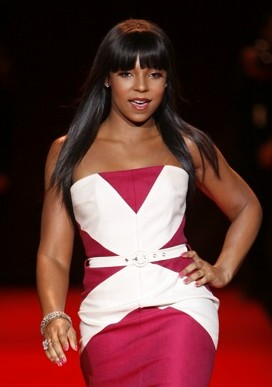
Ashanti

- Lisa Marie Abato (* 1966), Pornodarstellerin
- David Abram (* 1957), Kulturökologe, Philosoph und Autor
- Frank Albanese (1931–2015), Schauspieler
- Chris Algieri (* 1984), Profiboxer
- Carol Alt (* 1960), Fotomodell und Schauspielerin
- Cooper Andrews (* 1985), Schauspieler
- Criss Angel (* 1967), Zauberkünstler, Musiker und Schauspieler
- Richard Angelo (* 1962), Serienmörder
- Paul Annacone (* 1963), Tennisspieler
- Judd Apatow (* 1967), Regisseur, Drehbuchautor und Produzent
- AJ Applegate (* 1989), Pornodarstellerin
- Arthur Aron (* 1945), Professor für Psychologie
- Samuel Aronson (* 1942), experimenteller Elementarteilchenphysiker
- Ashanti (* 1980), Sängerin
- Kenny Atkinson (* 1967), Basketballspieler  und -trainer

## B

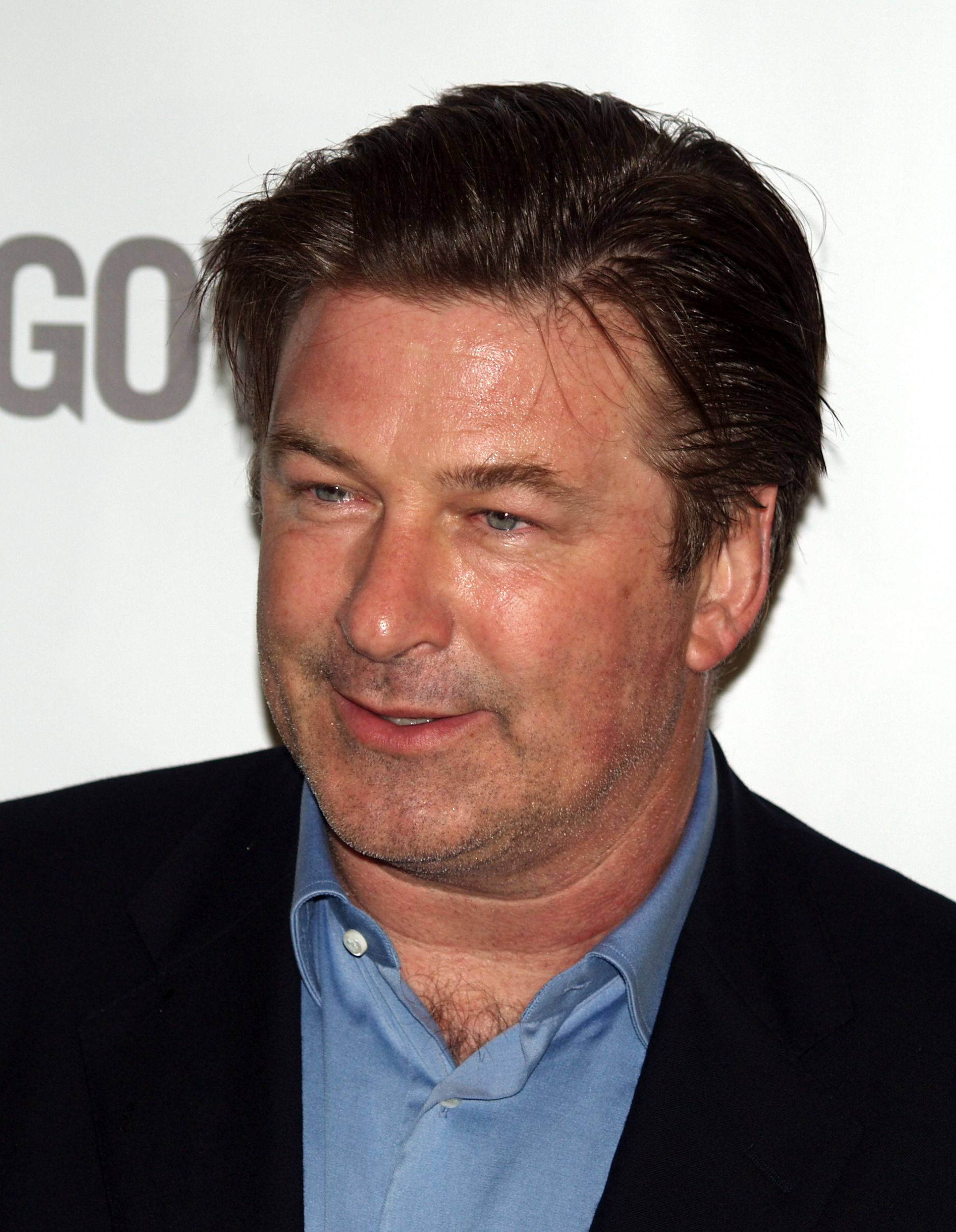
Alec Baldwin

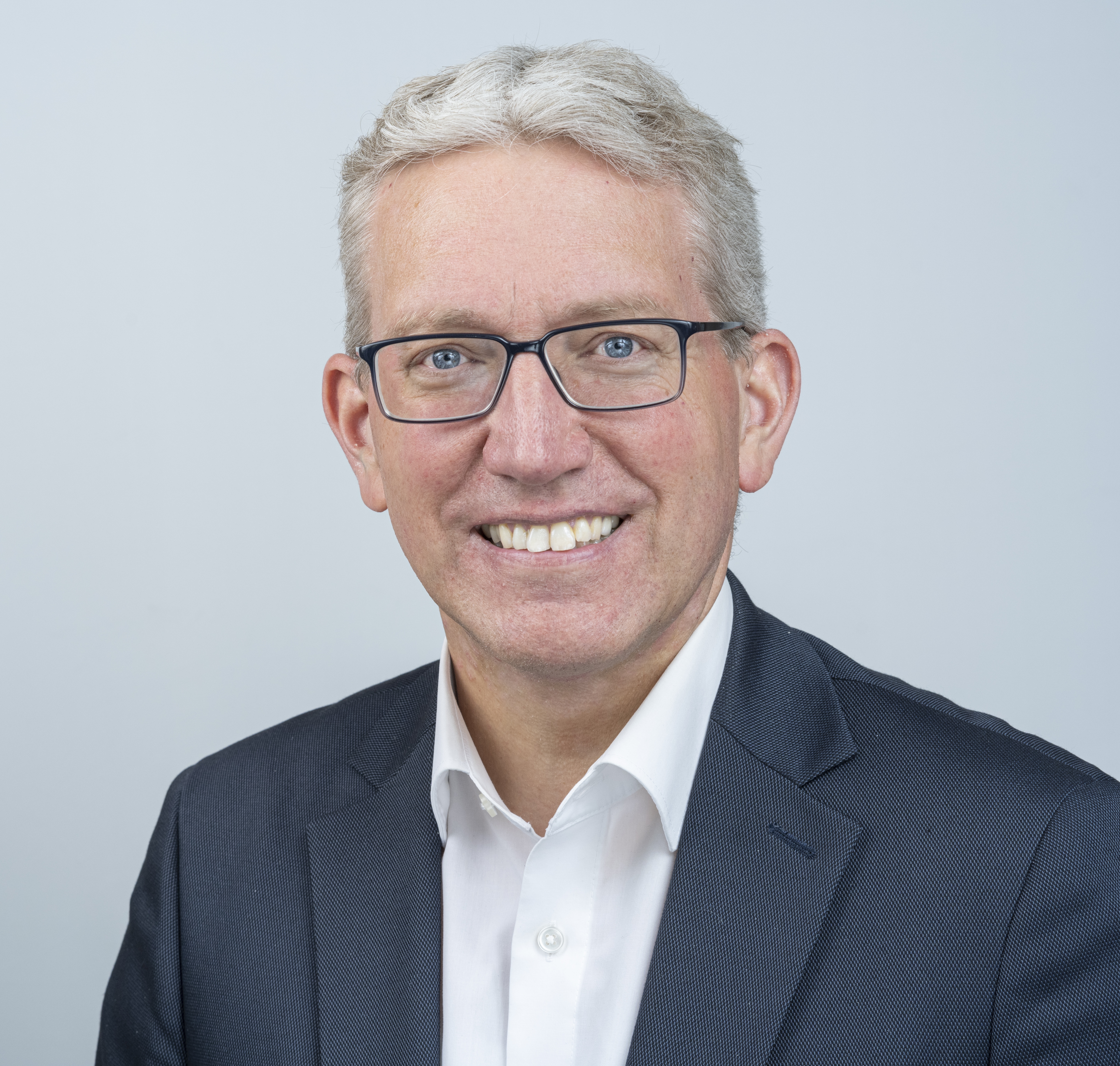
Martin Bäumer

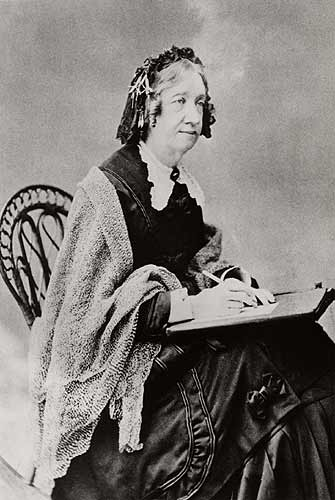
Catharine Beecher

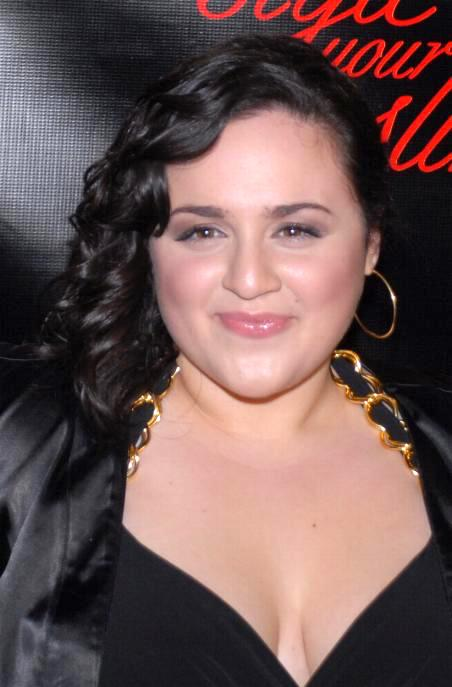
Nikki Blonsky

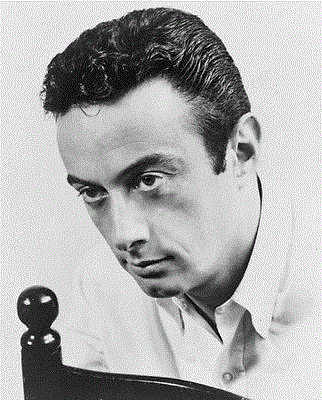
Lenny Bruce

- Gus Backus (1937–2019), Musiker und Schlagersänger
- Bryan Bailey (* 1980), Basketballspieler und -trainer
- Donald Bain (1935–2017), Schriftsteller
- Alec Baldwin (* 1958), Schauspieler
- Daniel Baldwin (* 1960), Schauspieler
- Stephen Baldwin (* 1966), Schauspieler
- William Baldwin (* 1963), Schauspieler
- Rob Barraco (* 20. Jahrhundert), Keyboarder
- Brent Barry (* 1971), Basketballspieler
- Raymond J. Barry (* 1939), Schauspieler
- Peter Barton (* 1956), Schauspieler
- Cyia Batten (* 1972), Schauspielerin, Tänzerin und Model
- Suzanne Bauman (1945–2022), Filmregisseurin, Filmproduzentin, Drehbuchautorin und Filmeditorin
- Martin Bäumer (* 1967), Politiker
- Catharine Beecher (1800–1878), Pädagogin und Schriftstellerin
- Christine Belford (* 1949), Schauspielerin
- Mark Belger (* 1954), Mittelstreckenläufer
- Jean-Robert Bellande (* 1970), Pokerspieler
- Jon Bellion (* 1990), Popmusiker und Songwriter
- Steve Bellone (* 1969), Politiker
- Robert Benjamin (1909–1979), Rechtsanwalt und Manager der Filmwirtschaft
- Steve Benjamin (* 1955), Segler
- Matt Bennett (* 1991), Schauspieler
- Daniel J. Bernstein (* 1971), Mathematiker, Kryptologe und Programmierer
- Richard Barry Bernstein (1923–1990), Chemiker
- Laurie Bird (1953–1979), Schauspielerin und Fotografin
- Sue Bird (* 1980), Basketballspielerin
- Tim Bishop (* 1950), Politiker
- Joshua Bloch (* 1961), Software-Entwickler und Autor
- Jasmine Blocker (* 1992), Sprinterin
- Nikki Blonsky (* 1988), Schauspielerin
- Brian Bloom (* 1970), Schauspieler und Synchronsprecher
- David Blue (* 1982), Schauspieler
- Mary Louise Booth (1831–1889), Chefredakteurin, Übersetzerin und Autorin
- Scott Bradlee (* 1981), Jazzmusiker
- Cole Brauer (* 1994), Regattaseglerin
- Nicholas Braun (* 1988), Schauspieler
- Richard C. Breeden (* 1949), Rechtsanwalt, Politiker, Wirtschaftsmanager und Diplomat
- Mike Brennan (* 1986), Eishockeyspieler
- Lisa Brenner (* 1974), Filmschauspielerin
- Caleb Brewster (1747–1827), Spion
- Anthony G. Brown (* 1961), Politiker
- Gage Brown (* 2002), Eiskunstläufer
- Oona Brown (* 2004), Eiskunstläuferin
- Carol Bruce (1919–2007), Sängerin, Bühnen- und Filmschauspielerin
- Lenny Bruce (1925–1966), Stand-up-comedian und Satiriker
- Mike Buck (* 1967), American-Football-Spieler
- Teddy Bunn (1910–1978), Jazzgitarrist
- Erik Burgdoerfer (* 1988), Eishockeyspieler
- Jon Burr (* 1953), Jazzbassist, Pianist und Komponist
- Adam Busch (* 1978), Schauspieler

## C
- James Calderaro (* 1965), Pokerspieler
- Cecile Callan (* 1957), Schauspielerin
- Buddy Campbell (* 1943), Eisschnellläufer

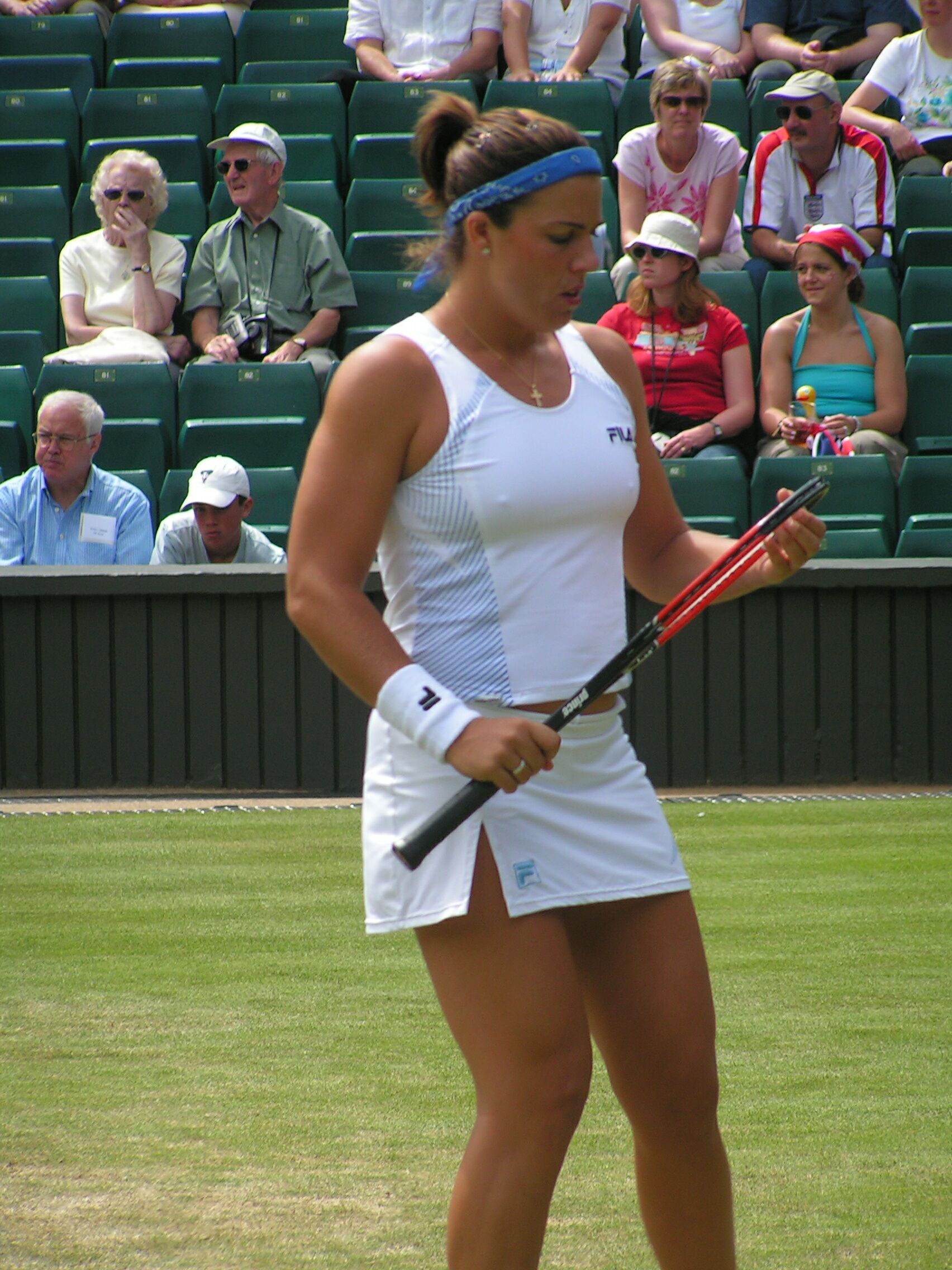
Jennifer Capriati

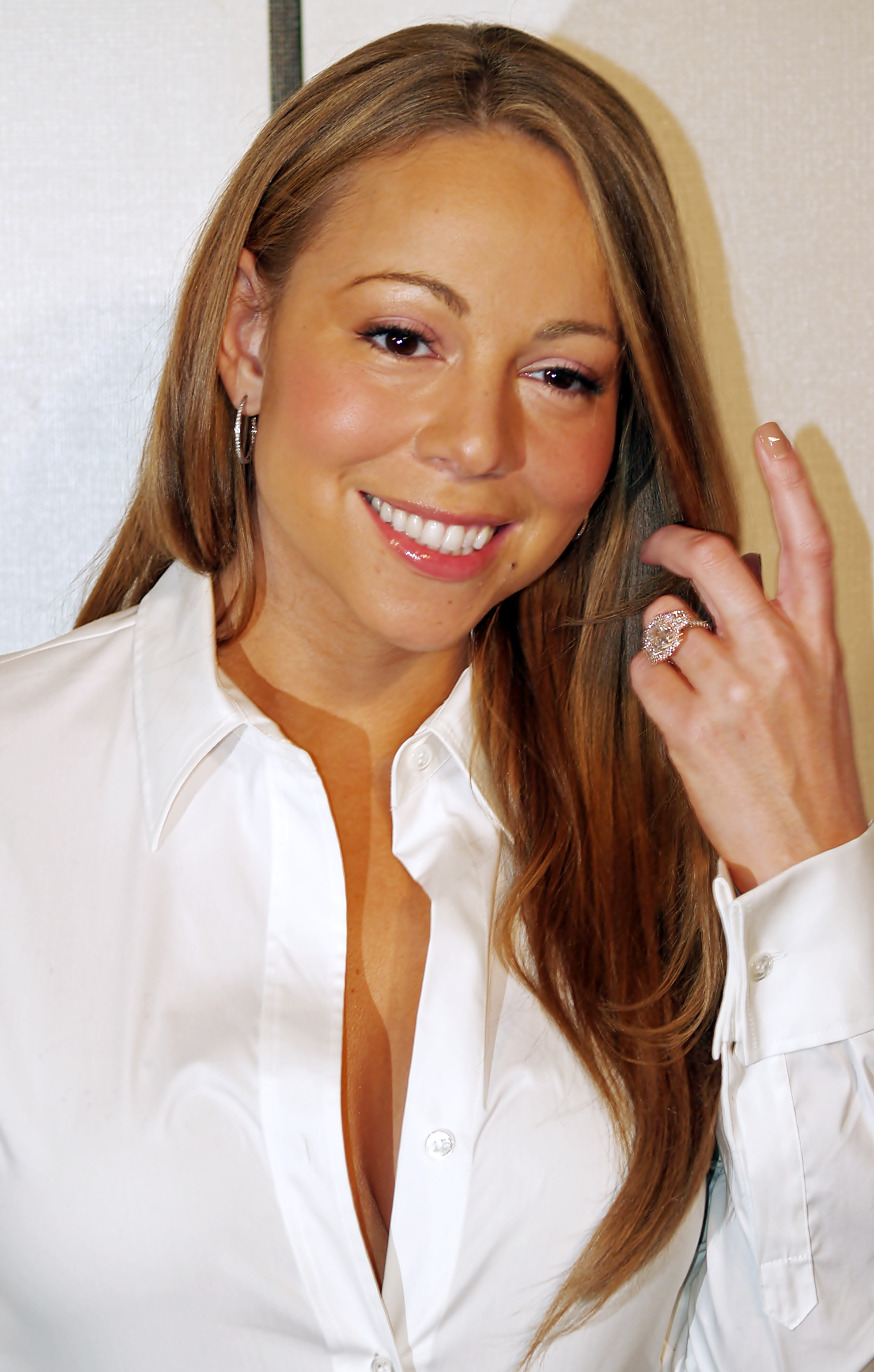
Mariah Carey

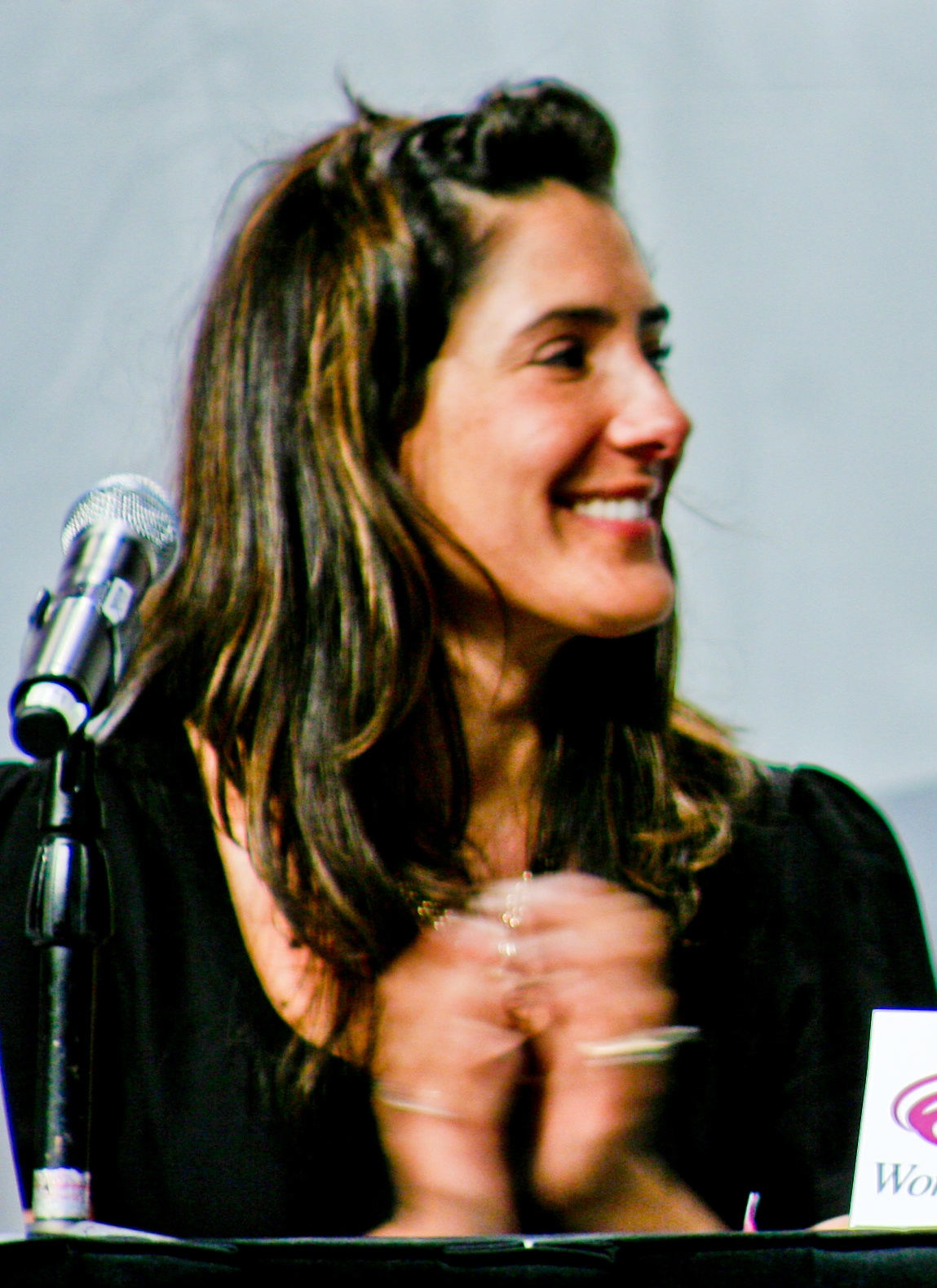
Alicia Coppola

Fiora Contino

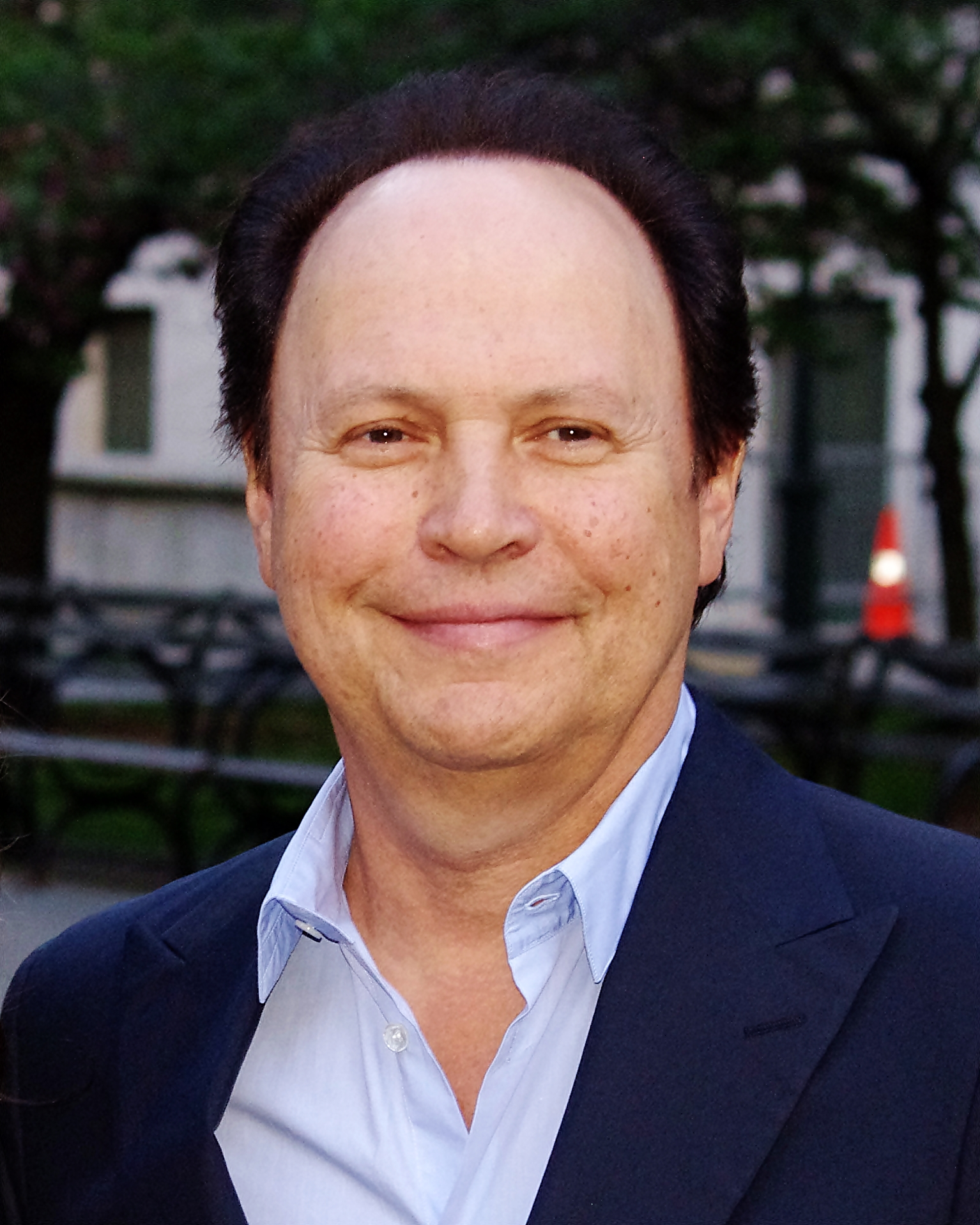
Billy Crystal

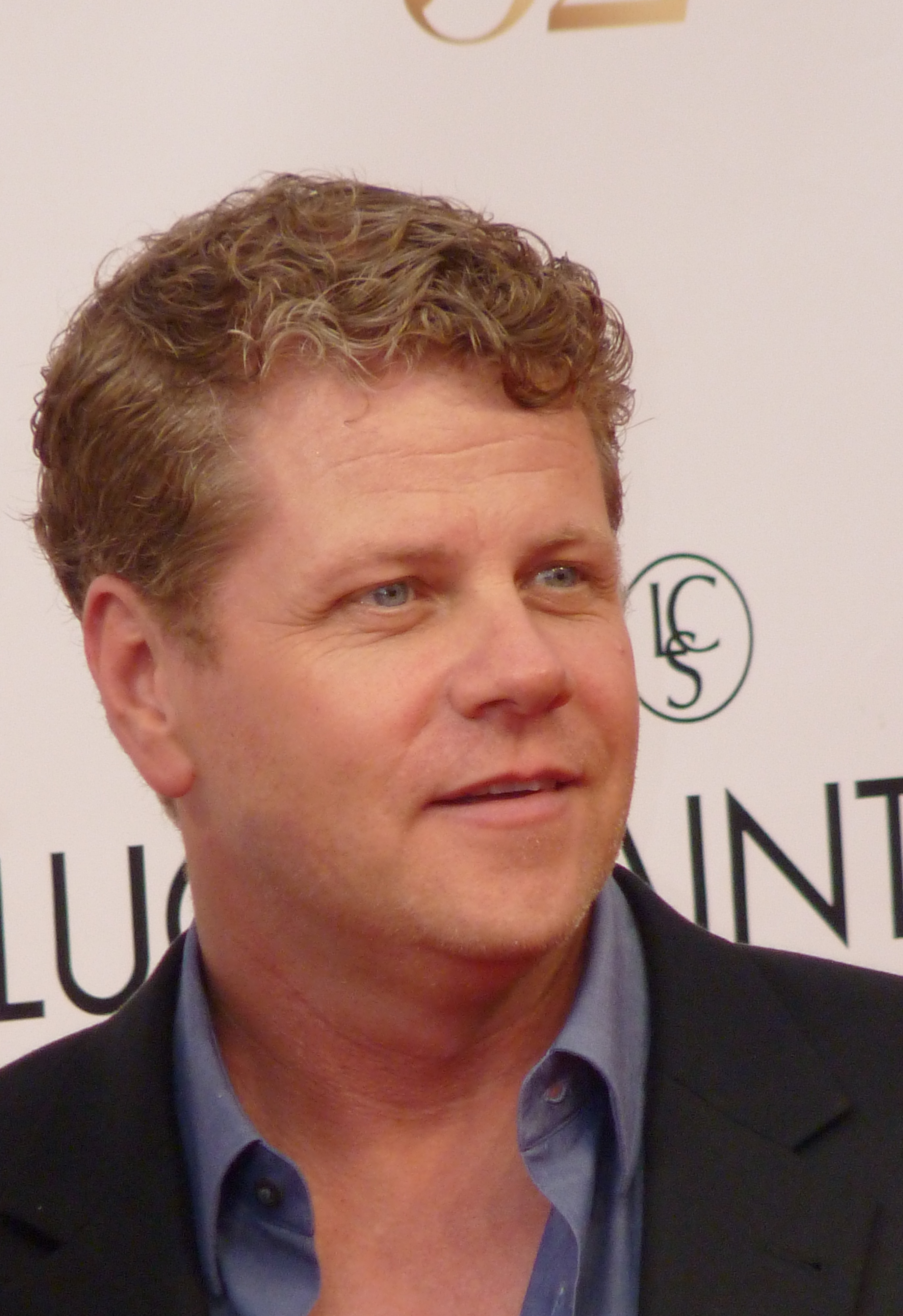
Michael Cudlitz

- James Cantor (* 1966), Sexualwissenschaftler und Psychologe

- Andrew Capobianco (* 1999), Wasserspringer
- Jennifer Capriati (* 1976), Tennisspielerin
- Pat Cardi (* 1952), Filmschauspieler
- Vivien Cardone (* 1993), Filmschauspielerin
- Mariah Carey (* 1969), Sängerin
- Hope Marie Carlton (* 1966), Schauspielerin, Reality-TV-Teilnehmerin und Playmate
- Gregory W. Carman (1937–2020), Jurist und Politiker
- Elbert N. Carvel (1910–2005), Politiker
- Neil Cavuto (* 1958), Fernsehmoderator und -kommentator
- Patricia Charbonneau (* 1959), Schauspielerin
- Kenneth Chenault (* 1951), Unternehmensmanager
- Ted Chiang (* 1967), Science-Fiction-Autor
- Natalie Čikoš (* 1994), kroatisch-US-amerikanische Fußballspielerin
- Wally Cirillo (1927–1977), Jazz-Pianist
- Emmy Clarke (* 1991), Filmschauspielerin
- Mary Louise Cleave (1947–2023), Astronautin
- William W. Cocks (1861–1932), Politiker
- David X. Cohen (* 1966), Drehbuchautor und Filmproduzent
- Michael Cohen (* 1966), Rechtsanwalt
- Robert F. Coleman (1954–2014), Mathematiker
- Oran Coltrane (* 1967), Jazz- und Popmusiker und DJ
- Ravi Coltrane (* 1965), Jazzsaxophonist
- Marie Colvin (1956–2012), Journalistin
- Cliff Compton (* 1979), Wrestler
- Carin Cone (* 1940), Schwimmerin
- Harmon S. Conger (1816–1882), Jurist und Politiker
- Alfred Conkling (1789–1874), Politiker
- Kevin Connolly (* 1974), Schauspieler und Regisseur
- Kevin Conroy (1955–2022), Schauspieler und Synchronsprecher
- Fiora Contino (1925–2017), Operndirigentin und Hochschullehrerin
- Marty Cook (* 1947), Jazz-Posaunist und Komponist
- Mercator Cooper (1803–1872), Schiffskapitän
- Alicia Coppola (* 1968), Schauspielerin
- Frank Coraci (* 1966), Filmregisseur, Schauspieler und Drehbuchautor
- Alex Cord (1933–2021), Schauspieler und Autor
- Ellie Cornell (* 1963), Schauspielerin
- Justine Cotsonas (* 1985), Schauspielerin
- Randy Coven (1960–2014), Bassist
- James W. Covert (1842–1910), Jurist und Politiker
- Elise Cowen (1933–1962), Dichterin
- Shana Cox (* 1985), Sprinterin
- Sindee Coxx (* 1970), Pornodarstellerin
- Barbara Crampton (* 1958), Schauspielerin
- Les Crane (1933–2008), Radio- und Fernsehmoderator
- Michael Cyril Creighton (* 1979), Schauspieler und Drehbuchautor
- Billy Crudup (* 1968), Schauspieler
- Michael Cudlitz (* 1964), Schauspieler
- Bronson M. Cutting (1888–1935), Politiker
- Billy Crystal (* 1948), Komiker, Schauspieler und Regisseur

## D

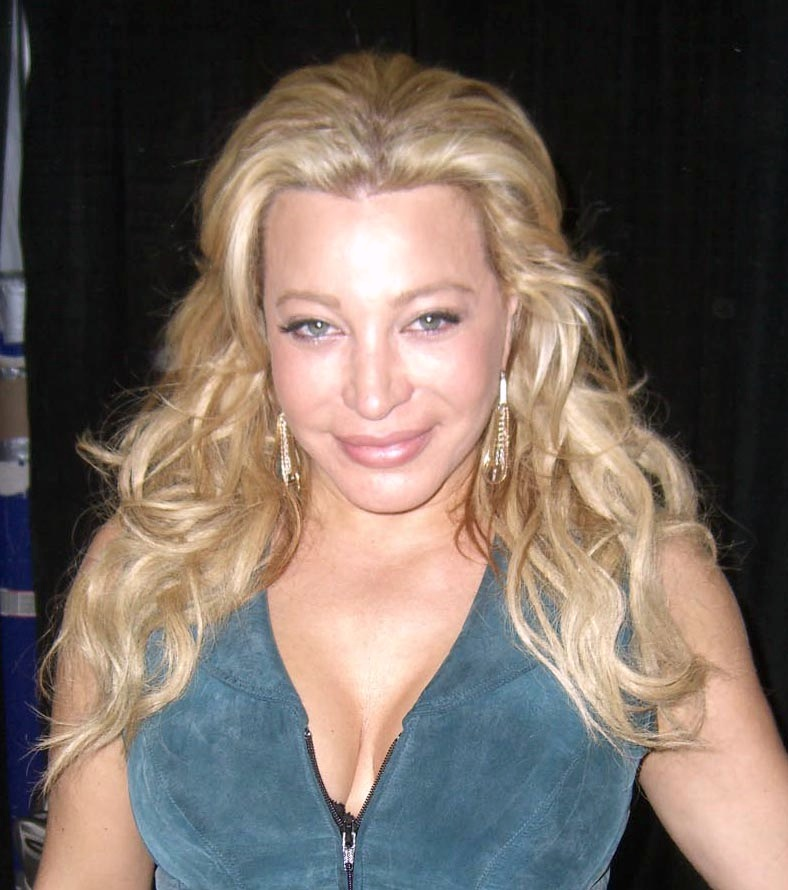
Taylor Dayne

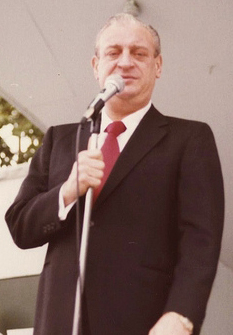
Rodney Dangerfield

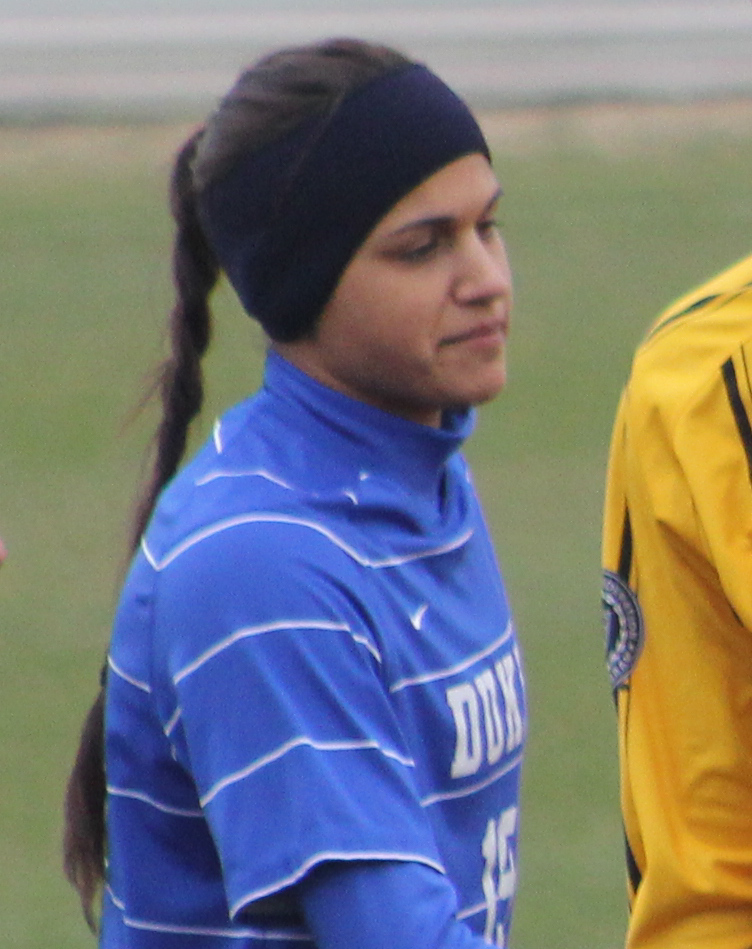
Kim DeCesare

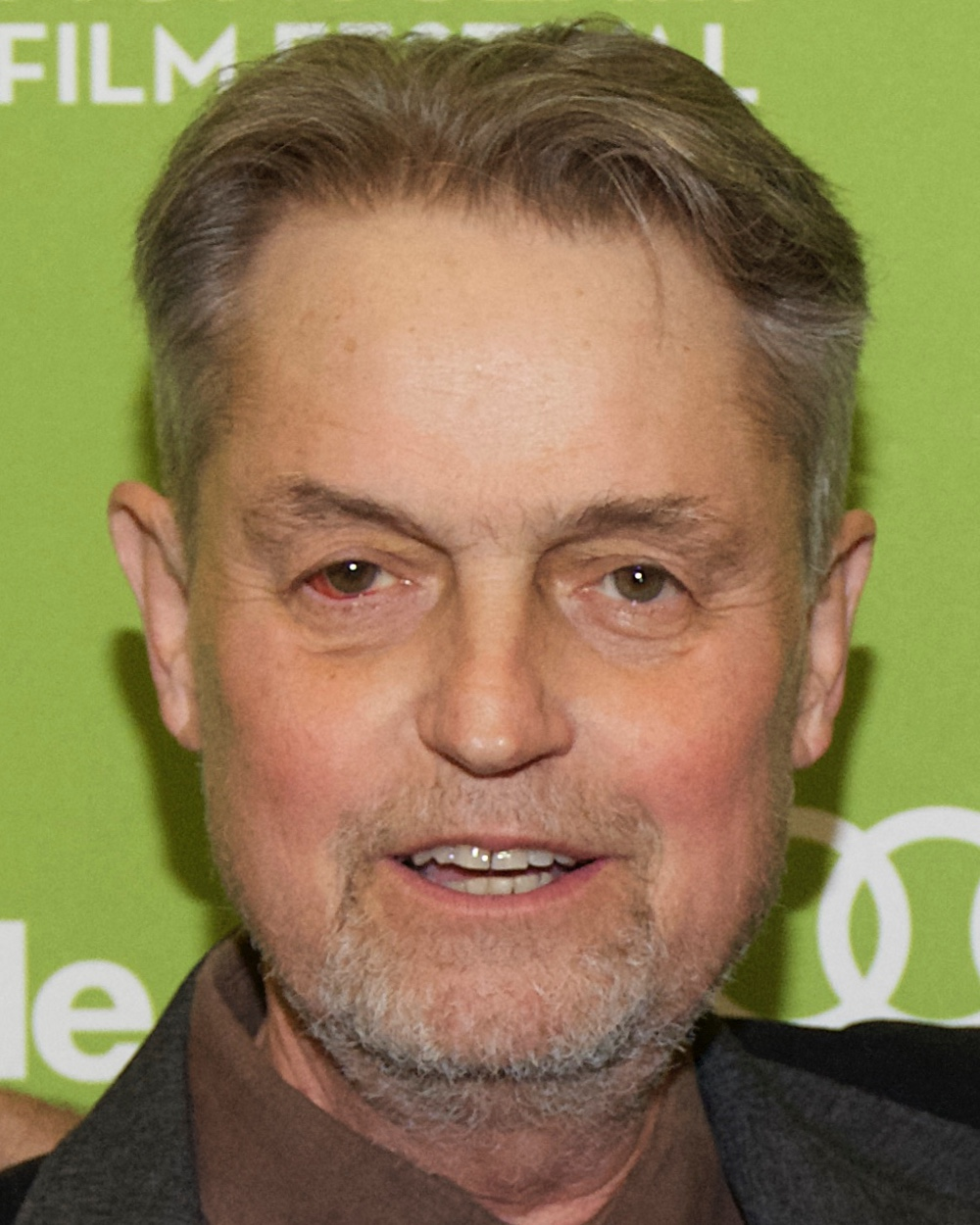
Jonathan Demme

- Chuck D (* 1960), Rapper, Radiomoderator und politischer Aktivist
- Daniel Daly (1873–1937), Marine
- Rodney Dangerfield (1921–2004), Komiker und Schauspieler
- Ed Danowski (1911–1997), Footballspieler
- Kenny Davern (1935–2006), Jazzmusiker
- John Davis (1921–1984), Gewichtheber
- Peter S. Davis (1942–2021), Filmproduzent
- Patrick Day (1992–2019), Boxer
- Taylor Dayne (* 1962), Sängerin
- Kim DeCesare (* 1991), Fußballspielerin
- Eddie DeLange (1904–1949), Songwriter und Bandleader
- Jonathan Demme (1944–2017), Filmregisseur
- Benjamin DeMott (1924–2005), Autor, Kulturkritiker und Professor
- Richard DeRosa (* 1955), Jazzmusiker
- Anthony D’Esposito (* 1982), Politiker und Vertreter von New York im US-Repräsentantenhaus
- Herbert Deutsch (1932–2022), Komponist
- Torrey DeVitto (* 1984), Schauspielerin und Model
- James Devoti (* 1979), Schauspieler und Filmproduzent
- Robert DiBernardo (1937–1986), Mafia-Gangster
- Chris DiMarco (* 1968), Profigolfer
- Gina DiMartino (* 1988),  Fußballspielerin
- Tina DiMartino (* 1986), Fußballspielerin
- Vicki DiMartino (* 1991), Fußballspielerin
- Adam Doneger (* 1980), Lacrosse-Spieler
- Michael Doneger (* 1986), Filmschauspieler, Drehbuchautor, Produzent und Filmregisseur
- Joe Donnelly (* 1955), Politiker
- Billy Donovan (* 1965), Basketballtrainer
- Doctor Dré (* 1963), Schauspieler, Rapper, Fernseh- und Radiomoderator
- Molly Dreska (* 1988), Fußballspielerin
- Sarah Drew (* 1980), Schauspielerin
- Gail Dolgin (1945–2010), Dokumentarfilmerin
- Nelson Doubleday junior (1933–2015), Miteigentümer der New York Mets
- Jonathan Dowling (1955–2020), Physiker
- Michael Dowling (* 1958), Wirtschaftswissenschaftler
- Cathy Downs (1924–1976), Schauspielerin
- Paul Drayton (1939–2010), Sprinter und Olympiasieger
- Crystal Dunn (* 1992), Fußballspielerin
- Joseph Patrick Dwyer (1977–2008), Soldat im Irak-Krieg
- Rada Dyson-Hudson (1930–2016), Anthropologin

## E
- Meredith Eaton (* 1974), Schauspielerin
- Adam Ebbin (* 1963), Politiker

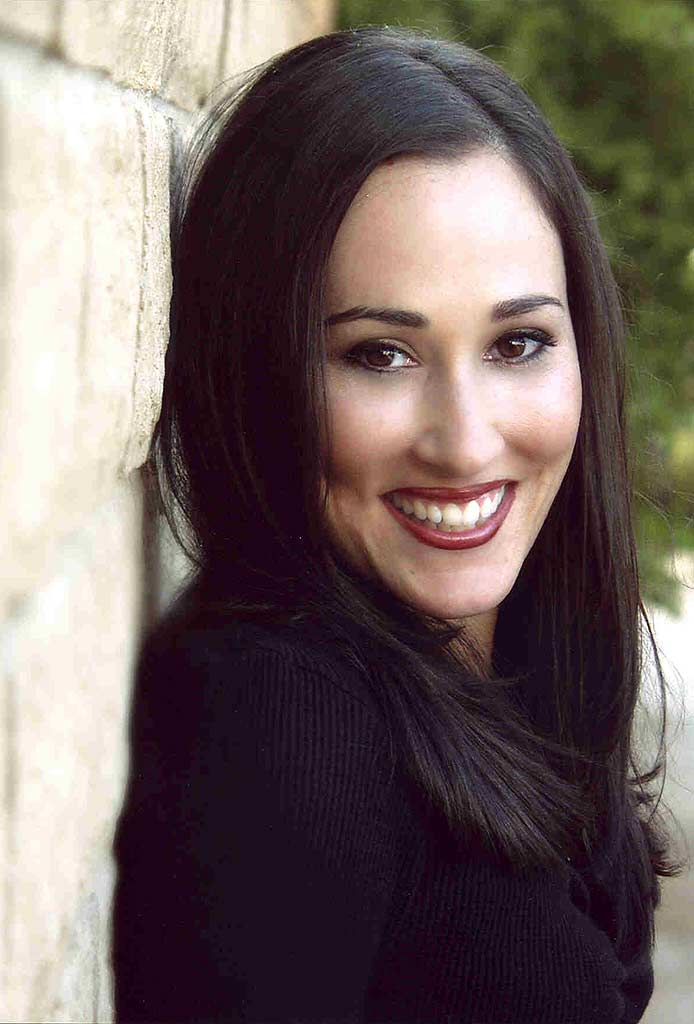
Meredith Eaton

- Tiffany Ecker (* 1984), Mountainbike-Weltmeisterin
- Caldwell Edwards (1841–1922), Politiker
- Robert Duncan Edwards (* 1942), Mathematiker und Topologe
- David Eigenberg (* 1964), Schauspieler
- Ron Eldard (* 1965), Schauspieler
- John Elefante (* 1958), Sänger, Musiker und Produzent
- Adrienne Elisha (1958–2017), Komponistin und Bratschistin
- Dawn Ellerbe (* 1974), Hammerwerferin
- Julius Erving (* 1950), Basketballspieler
- Boomer Esiason (* 1961), Footballspieler
- Everlast (* 1969), Hip-Hop-Musiker und Rapper

## F

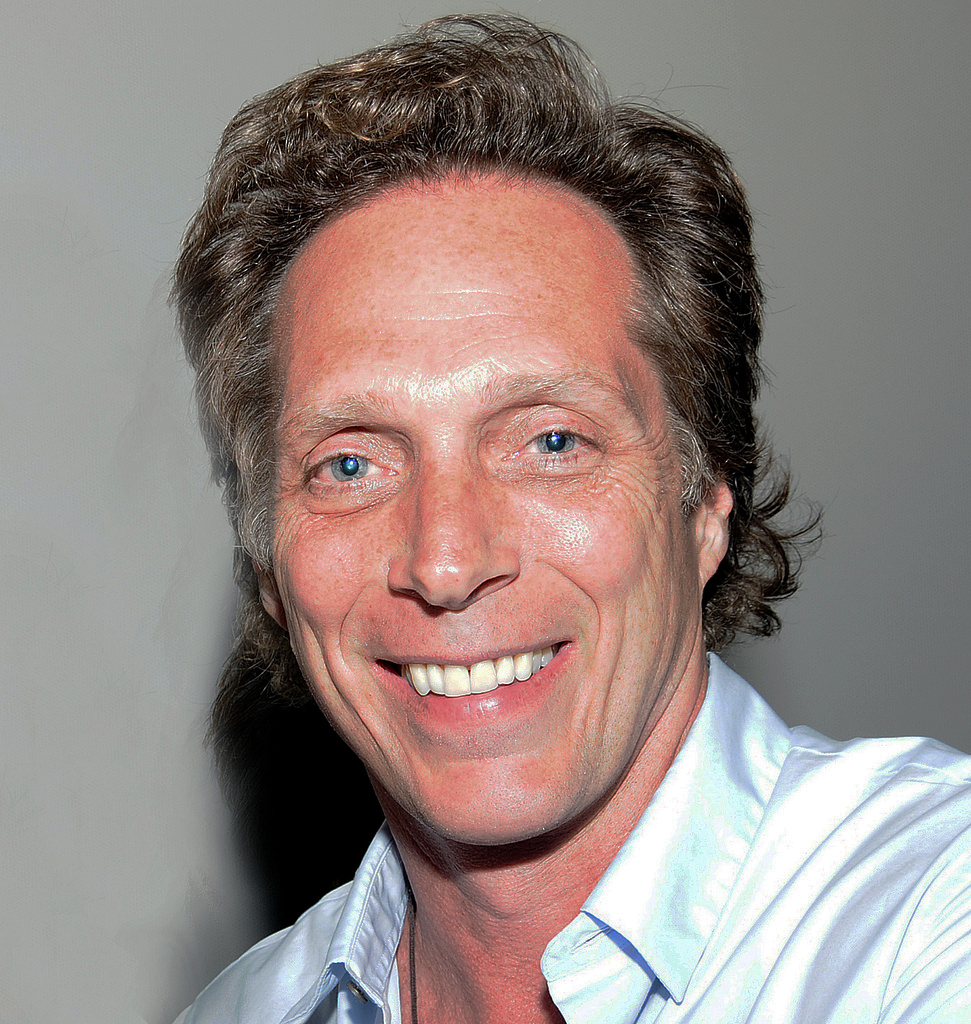
William Fichtner

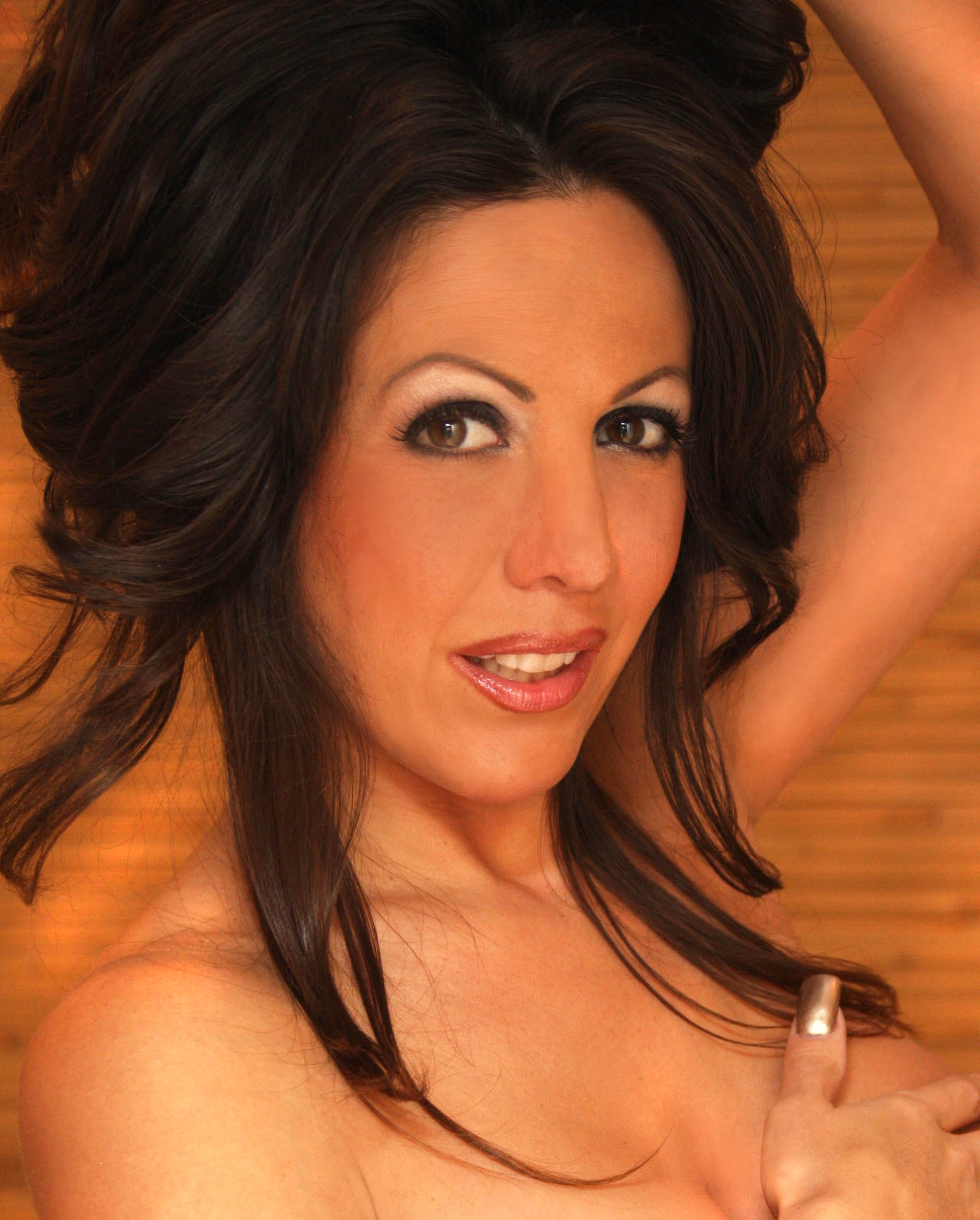
Amy Fisher

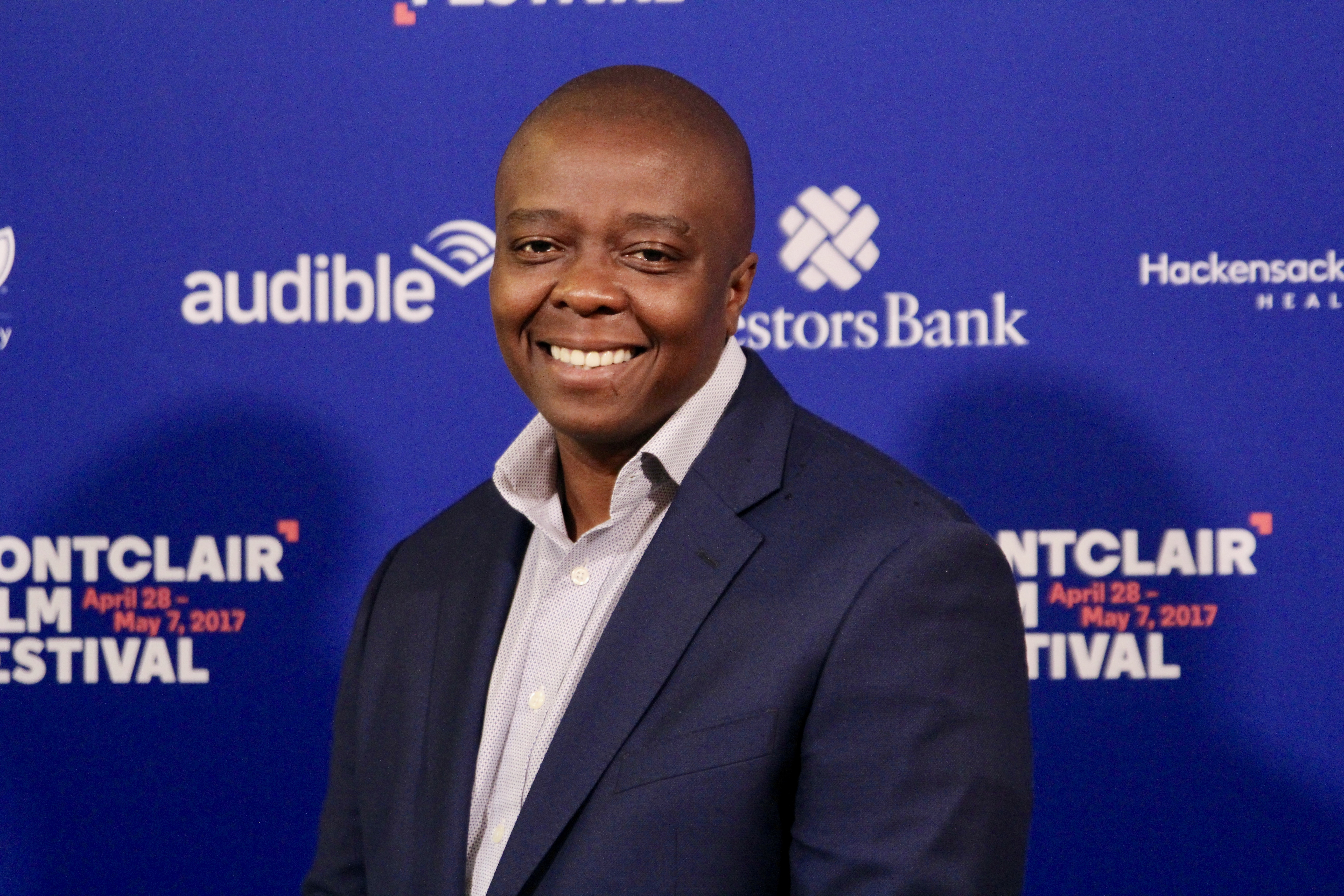
Yance Ford

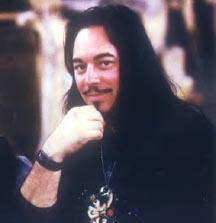
Rik Fox

- John Fasano (1961–2014), Drehbuchautor, Filmproduzent, Filmregisseur und Schauspieler
- John Faso (* 1952), Politiker
- Luke Fattorusso (* 20. Jahrhundert), Schauspieler
- Robert Feke (1705–1750), Maler
- Theresa Ferrara (1952–1979), Informantin des FBI
- Timothy Ferriss (* 1977), Autor und Unternehmer
- William Fichtner (* 1956), Schauspieler
- Ken Filiano (* 1952), Jazzbassist
- Sharon Finneran (* 1946), Schwimmerin
- Amy Fisher (* 1974), ehemalige Mordverdächtige
- Herb Fitzgibbon (* 1942), Tennisspieler
- Flavor Flav (* 1959), Rapper
- Alex Flinn (* 1966), Jugendbuchautorin
- Charles A. Floyd (1791–1873), Jurist und Politiker
- John G. Floyd (1806–1881), Jurist und Politiker
- William Floyd (1734–1821), Repräsentant des Kontinentalkongresses und Senator
- David R. Floyd-Jones (1813–1871), Rechtsanwalt und Politiker
- Breanne Flynn (* 1995), irische Squashspielerin
- Matthew Forbes (* 2006), Tennisspieler
- Michael Forbes (* 1952), Politiker
- Jeffrey Ford (* 1955), Fantasy-, Science-Fiction- und Mystery-Autor
- Yance Ford (* vor 1994), Produzent und Regisseur im Bereich Dokumentarfilm
- Andrew Form (* 1969), Filmproduzent
- Adam Fox (* 1998), Eishockeyspieler
- Rik Fox (* 1955), Musiker
- Alex Foxen (* 1991), Pokerspieler
- Robert Fratta (1957–2023), Polizeibeamter und Mörder
- Marcel Freeman (* 1960), Tennisspieler
- Joseph Sherman Frelinghuysen junior (1912–2005), Soldat im Zweiten Weltkrieg
- Peter Frenette (* 1992), Skispringer
- David M. Friedman (* 1958), Anwalt und US-Botschafter in Israel

## G

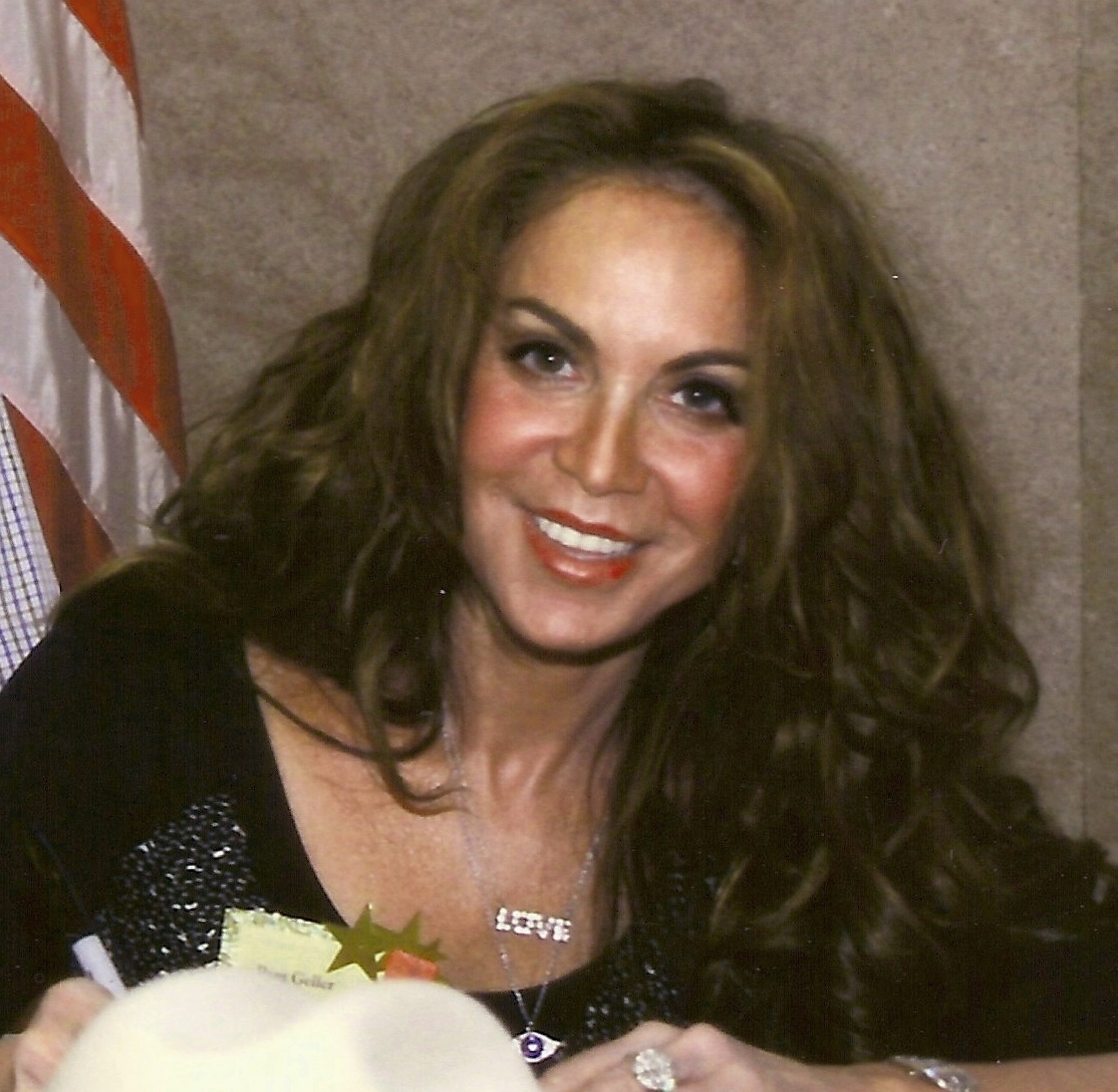
Pamela Geller

Leroy Grumman

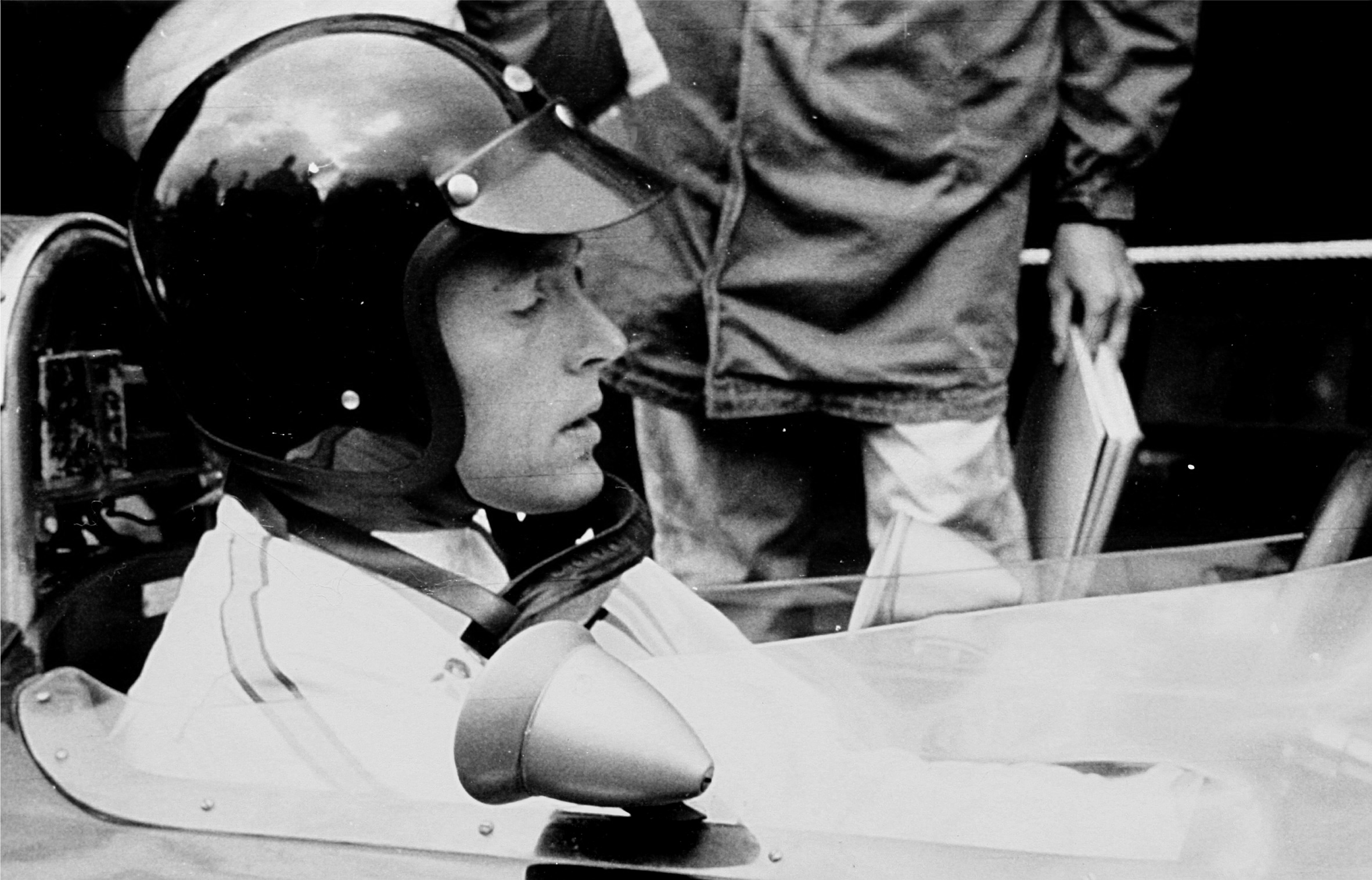
Dan Gurney

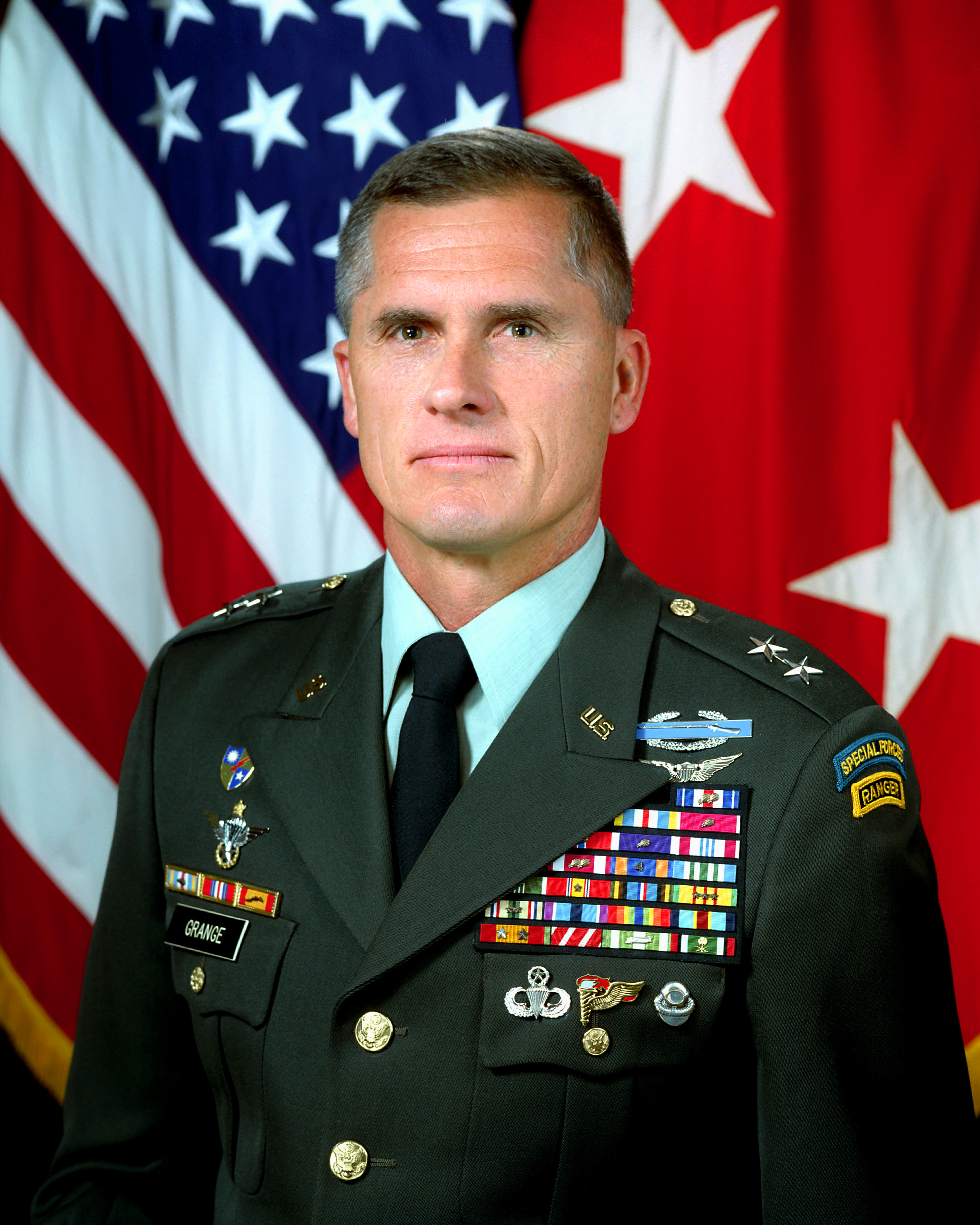
David L. Grange

- Michael Galeota (1984–2016), Schauspieler
- Andrew Garbarino (* 1984), Politiker und Vertreter des Bundesstaates New York im US-Repräsentantenhaus
- Jackie Geary (* 1977), Schauspielerin
- Pamela Geller (* 1958), Bloggerin, Autorin, politische Aktivistin und Kommentatorin
- David Gelston (1744–1828), Händler und Politiker
- Louis Gerstner, Jr. (* 1942), Vorsitzender der Carlyle Group
- Jack Giarraputo, Filmproduzent
- Chris Gibson (* 1964), Politiker
- Betty Gillies (1908–1998), Pilotin
- Anthony Girard (* 1959), Komponist
- Raymond Gniewek (1931–2021), Geiger
- Kenneth Goldsmith (* 1961), Dichter, Hochschullehrer und Autor
- Rick Goldsmith (* 1951), Dokumentarfilmer
- Lisa Goldstein (* 1981), Schauspielerin
- Morton Gould (1913–1996), Komponist, Dirigent und Pianist
- David L. Grange (* 1947), Generalmajor der United States Army
- Jerry Grayson (1935–2013), Schauspieler
- Everett Peter Greenberg (* 1948), Mikrobiologe
- Richard Greenberg (1958–2025), Dramatiker
- Stephen Gregory (* 1965), Filmschauspieler
- Joel Greenblatt (* 1957), Fondsmanager und Universitätsprofessor
- Luke Greenfield (* 1972), Regisseur und Filmproduzent
- Donald R. Griffin (1915–2003), Zoologe
- Felix Grucci (* 1951), Politiker
- Leroy Grumman (1895–1982), Konstrukteur und Flugzeugbauer
- Dan Gurney (1931–2018), Automobilrennfahrer, Konstrukteur und Teambesitzer

## H

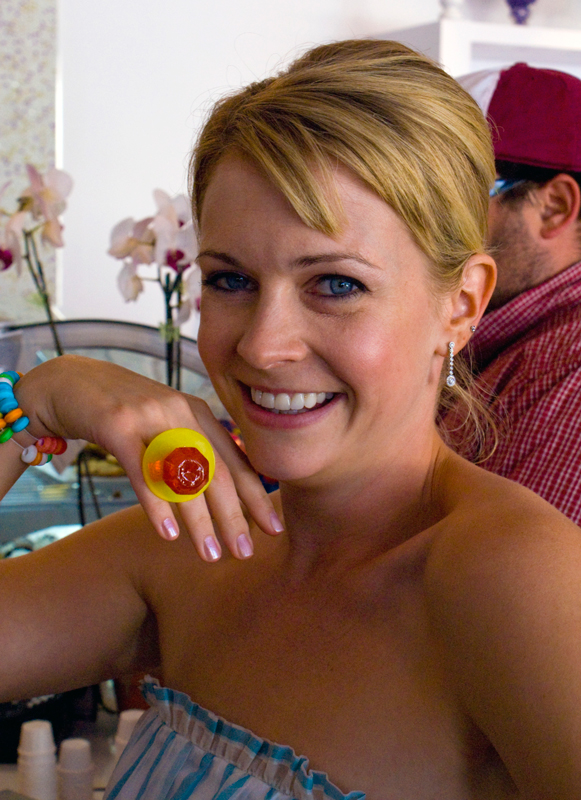
Melissa Joan Hart

Jennifer Michael Hecht

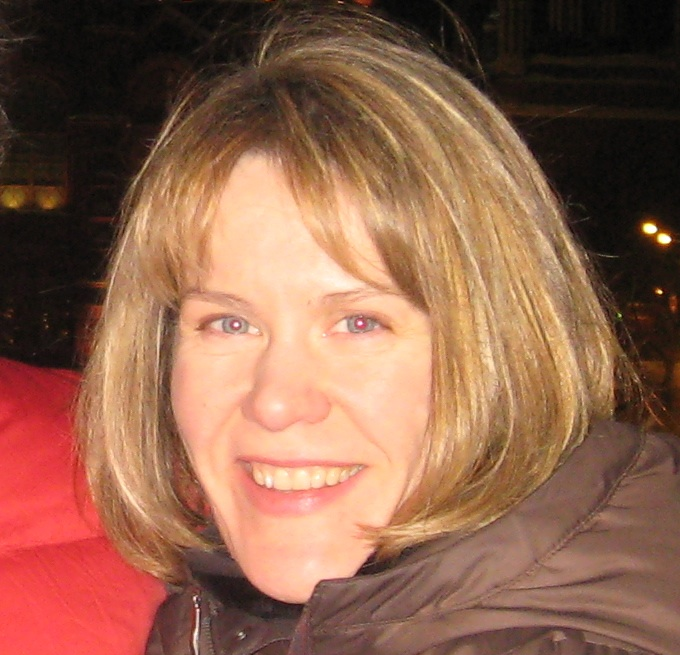
Stacy Herbert

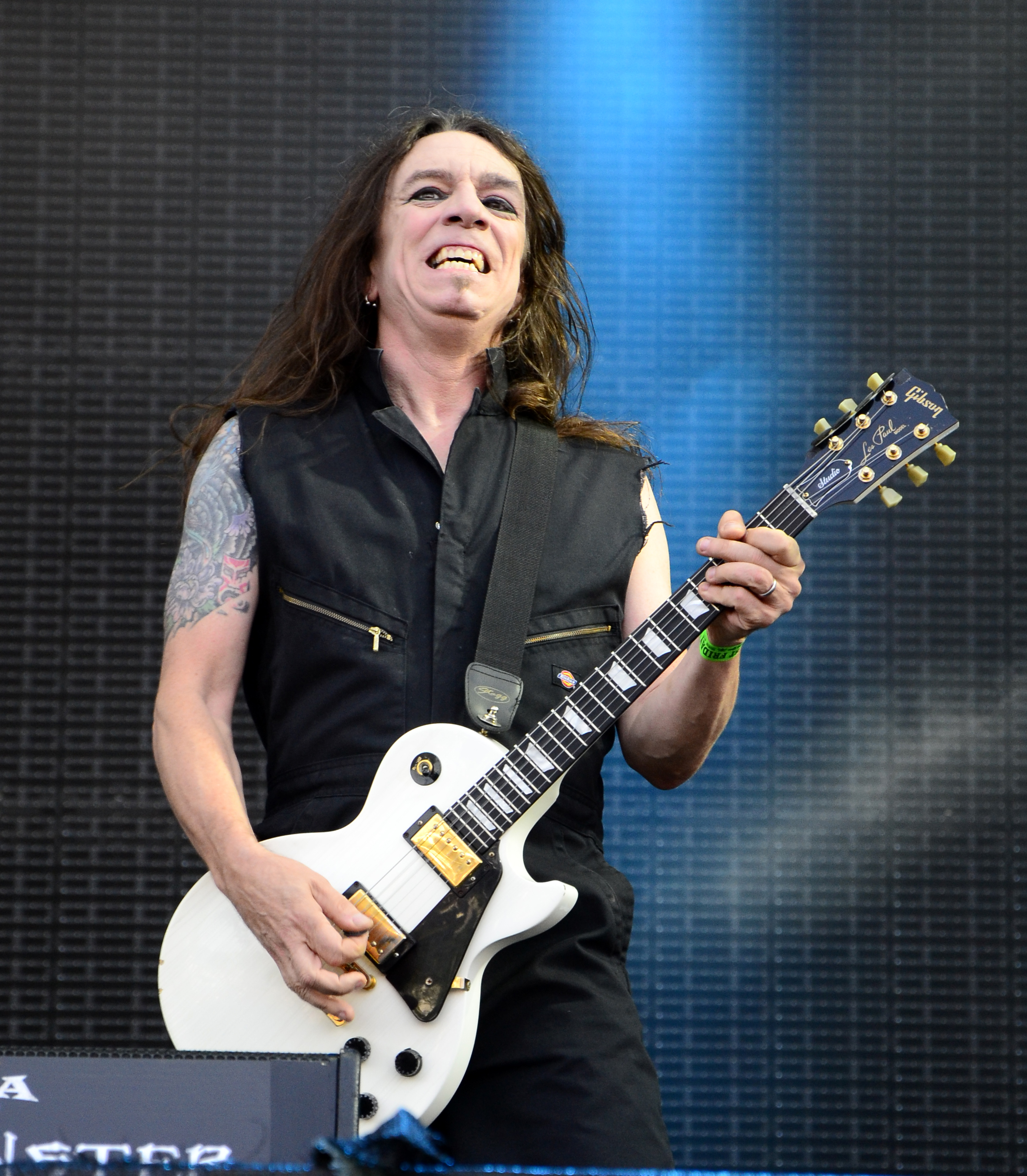
Scotti Hill

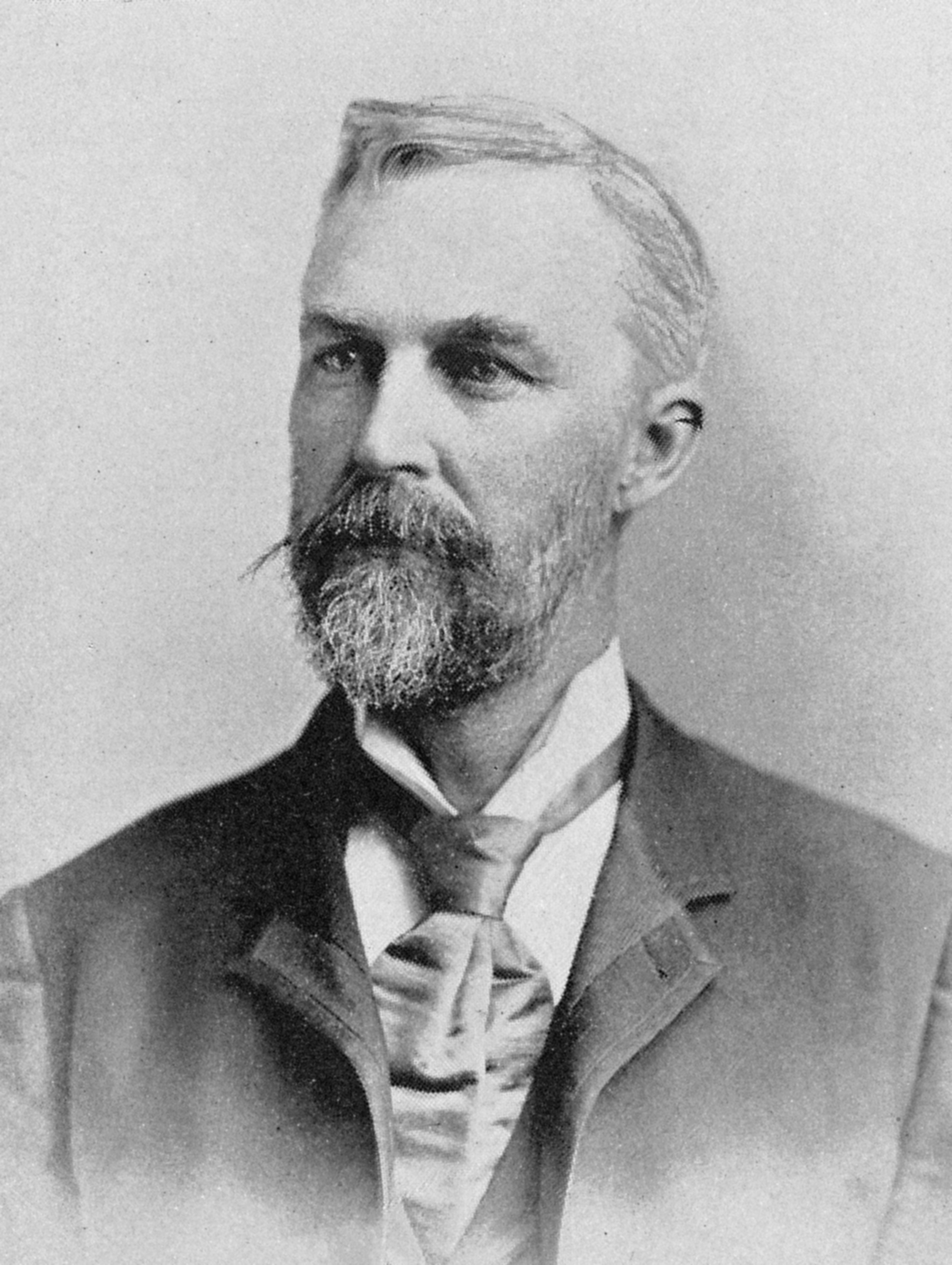
George Huntington

- Leonard W. Hall (1900–1979), Politiker
- Jehiel H. Halsey (1788–1867), Jurist und Politiker
- Nicoll Halsey (1782–1865), Jurist und Politiker
- Silas Halsey (1743–1832), Arzt und Politiker
- Allen Hanlon (1919–1986), Jazz- und Studiomusiker
- Amy Hargreaves (* 1970), Schauspielerin
- Fletcher Harper (1806–1877), Drucker und Verleger
- Edward Henry Harriman (1848–1909), Eisenbahnunternehmer
- Craig Harris (* 1953), Jazz-Posaunist
- Emily Hart (* 1986), Schauspielerin
- Melissa Joan Hart (* 1976), Schauspielerin, Synchronsprecherin und Produzentin
- Hal Hartley (* 1959), Filmregisseur und Drehbuchautor
- Jonathan Nicoll Havens (1757–1799), Politiker
- Curt Hawkins (* 1985), Wrestler
- Jeff Hawkins (* 1957), IT-Unternehmer und Neurowissenschaftler
- William C. Hayes (1903–1963), Ägyptologe
- Robert M. Hazen (* 1948), Mineraloge, Kristallchemiker und Astrobiologe
- Joey Heatherton (* 1944), Schauspielerin, Tänzerin und Sängerin
- Ken Hechler (1914–2016), Politiker
- Jennifer Michael Hecht (* 1965), Philosophiehistorikerin, Hochschullehrerin und Schriftstellerin
- August Heckscher (1913–1997), Herausgeber, Autor und Hochschullehrer
- John Hendrickson (1872–1925), Sportschütze
- Richard Henning (* 1964), römisch-katholischer Geistlicher und Erzbischof von Boston
- Carl Ferdinand Howard Henry (1913–2003), Baptistenpastor, Hochschullehrer und Autor
- Stacy Herbert (* 1968), Fernsehmoderatorin und Filmproduzentin
- Billy Herrington (1969–2018), Pornodarsteller und Model
- Carl Herz (1930–1995), kanadisch-US-amerikanischer Mathematiker
- Edward Hibbert (* 1955), Schauspieler und Literaturagent
- Frederick C. Hicks (1872–1925), Politiker
- Whitehead Hicks (1728–1780), Bürgermeister von New York City
- Christopher Higgins (* 1983), Eishockeyspieler
- Scotti Hill (* 1964), Gitarrist und Songwriter
- Jilliane Hoffman (* 1967), Schriftstellerin
- Jermain Hollman (* 1980), Schauspieler und Model
- Mitch Horowitz (* 1965), Autor und Verleger
- Arthur Holmes Howell (1872–1940), Zoologe
- Orlando Hubbs (1840–1930), Politiker
- Emily Hughes (* 1989), Eiskunstläuferin
- Sarah Hughes (* 1985), Eiskunstläuferin
- George Huntington (1850–1916), Mediziner

## I

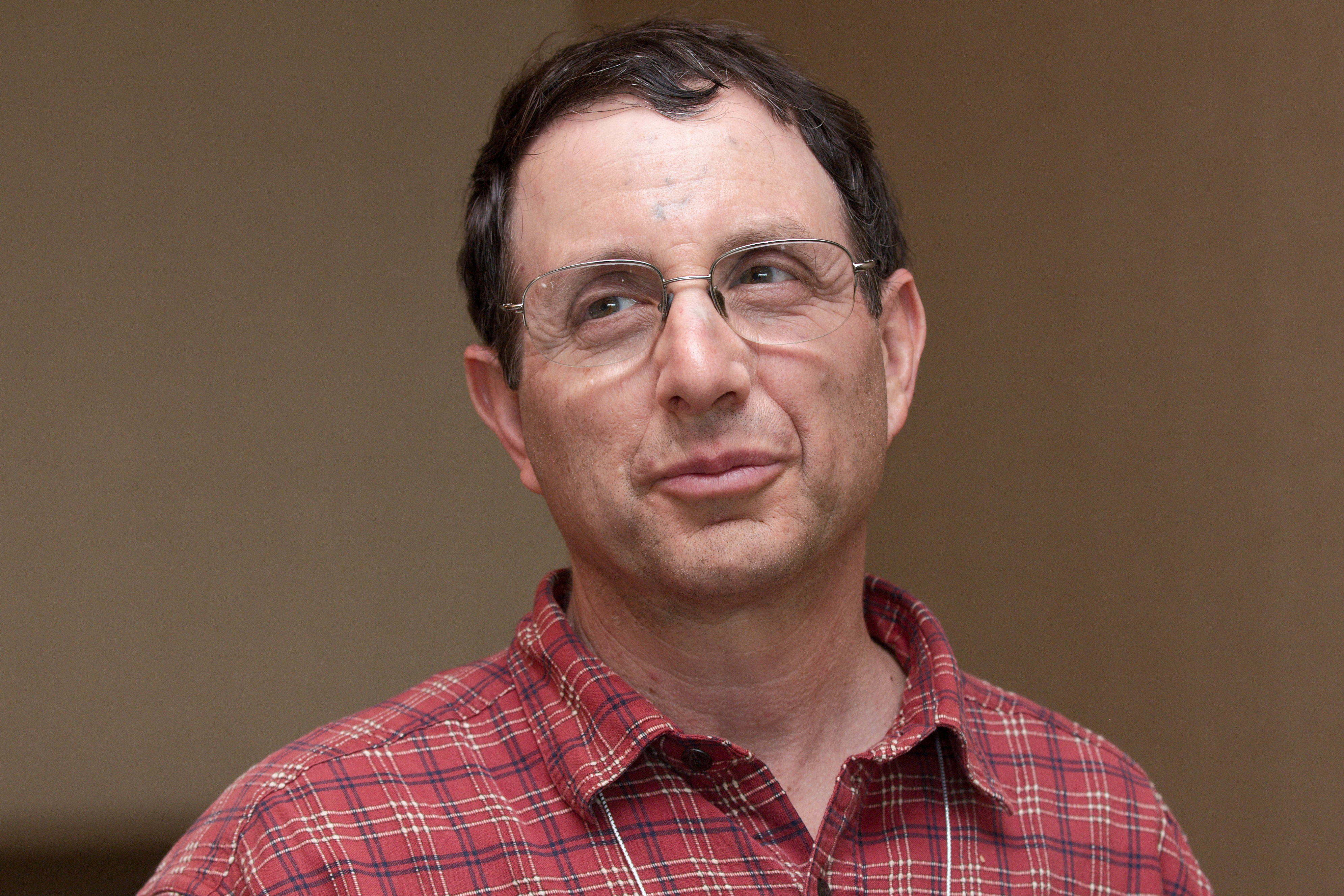
Neil Immerman

- Bob Iger (* 1951), Manager und CEO der Walt Disney Company
- Neil Immerman (* 1953), Wissenschaftler im Bereich der theoretischen Informatik

## J

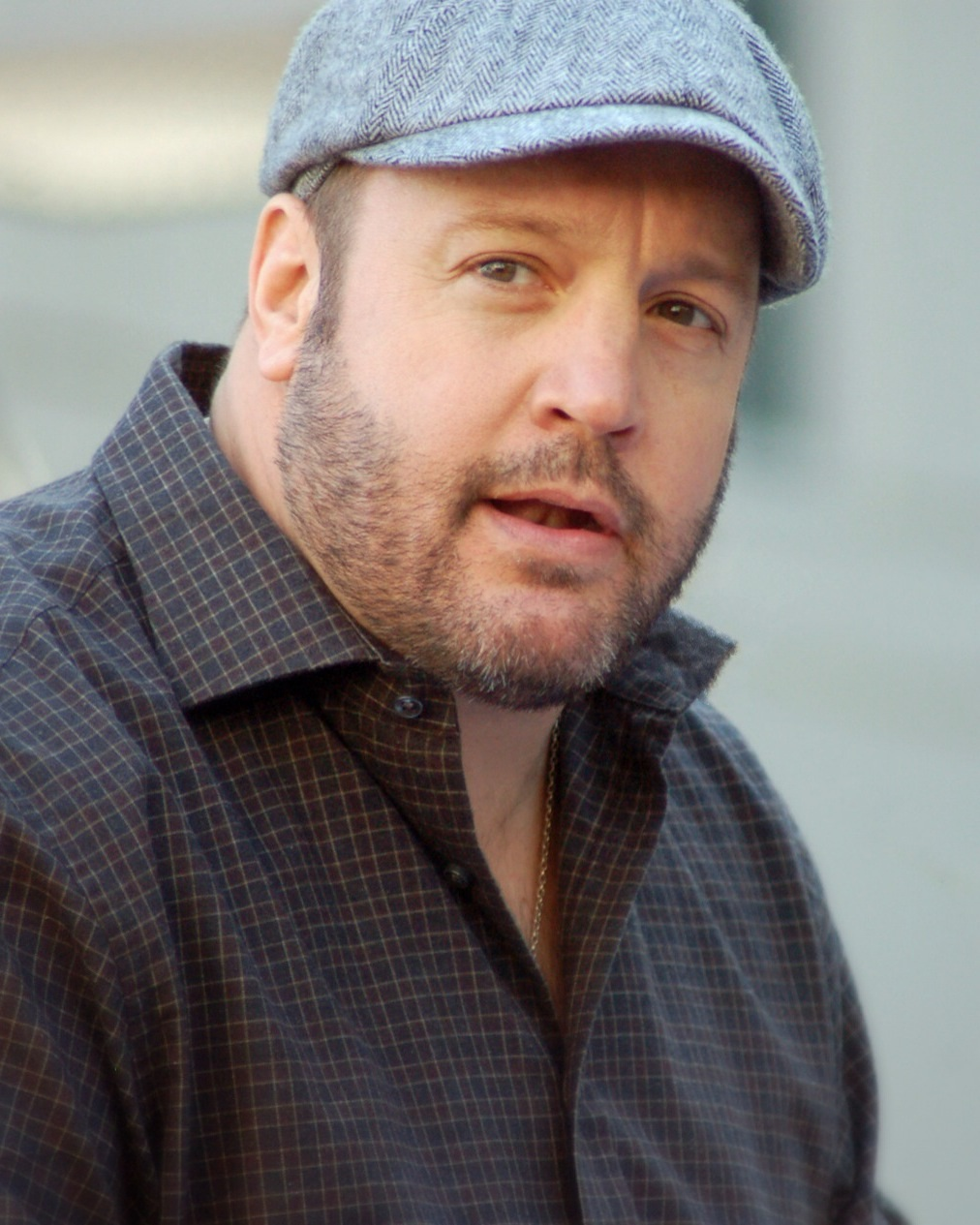
Kevin James

- Chip Jackson (* 1950), Bassist des Fusion und Modern Jazz
- Duffy Jackson (1953–2021), Jazz-Schlagzeuger und Multiinstrumentalist
- Richard Jaeckel (1926–1997), Schauspieler
- Kevin James (* 1965), Komiker und Schauspieler
- Matthew James (* 20. Jahrhundert), Schauspieler
- Mike James (* 1975), Basketballprofi
- Marie C. Jerge (* 195x), lutherische Bischöfin der Evangelical Lutheran Church in America
- Chris Jericho (* 1970), Wrestler und Musiker
- Ariana Jollee (* 1982), Pornodarstellerin
- Natalie R. Jones (1924–2014), Korrespondentin und Filmproduzentin
- Samuel Jones (1734–1819), Rechtsanwalt und Politiker
- Jeff Jordan (* 1956), Bobsportler
- Cliff Josephy (* 1966), Pokerspieler

## K
- Jenny Kallur (* 1981), Leichtathletin
- Susanna Kallur (* 1981), Leichtathletin

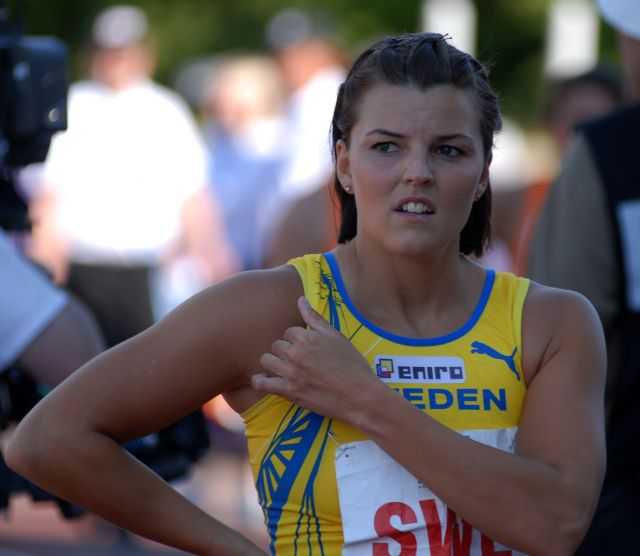
Jenny Kallur

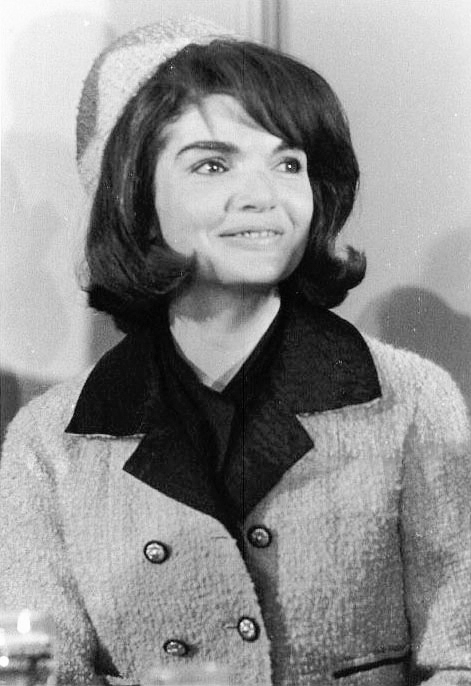
Jacqueline Kennedy Onassis

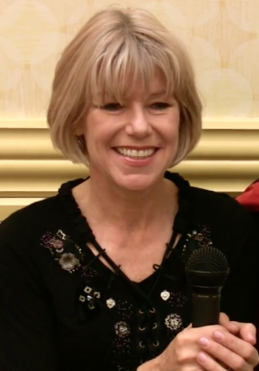
Adrienne King

- Dean Kamen (* 1951), Unternehmer und Erfinder
- Howard Kaminsky (1924–2014), Mittelalterhistoriker
- Tom Kapinos (* 1969), Drehbuchautor und Fernsehproduzent
- Jesse James Keitel (* 1993), Film- und Theaterschauspielerin, Autorin und Künstlerin
- Edna F. Kelly (1906–1997), Politikerin
- James Patrick Kelly (* 1951), Science-Fiction-Schriftsteller
- Mike Keneally (* 1961), Musiker
- Jacqueline Kennedy Onassis (1929–1994), Journalistin, Verlagslektorin und First Lady der USA
- Bryn Kenney (* 1986), Pokerspieler
- Alan Keyes (* 1950), Politiker
- Kevin Killian (1952–2019), Autor, Dichter und Dramatiker
- Brian Kilmeade (* 1964), Fernsehmoderator
- Adrienne King (* 1960), Schauspielerin
- Gamaliel King (1795–1875), Architekt
- Gilbert King (* 1962), Autor und Fotograf
- Keith Kinkaid (* 1989), Eishockeytorwart
- Aline Kominsky-Crumb (1948–2022), Comic-Produzentin und Künstlerin
- Mike Komisarek (* 1982), Eishockeyspieler
- Michael Kors (* 1959), Modedesigner
- Lindsey Kraft (* 1983), Schauspielerin, Sängerin, Pianistin, Songwriterin und Model
- Alice Kremelberg (* 1990), Schauspielerin und Drehbuchautorin
- Saul Kripke (1940–2022), Philosoph und Logiker
- Arthur H. Kunz (1934–1993), Stadtplaner
- Mitch Kupchak (* 1954), Basketballspieler und Sportmanager

## L
- Jesse Lacey (* 1978), Musiker

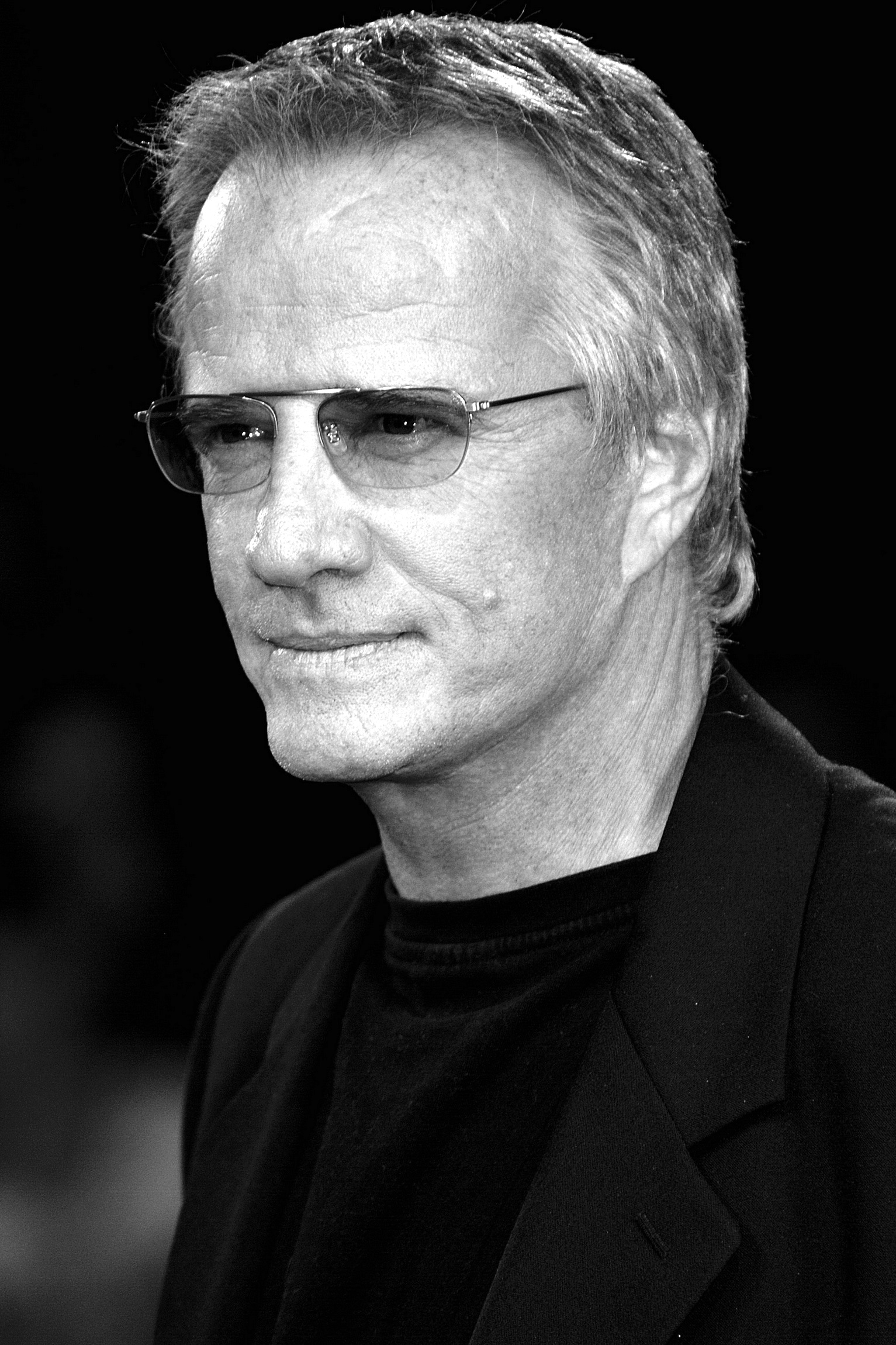
Christopher Lambert

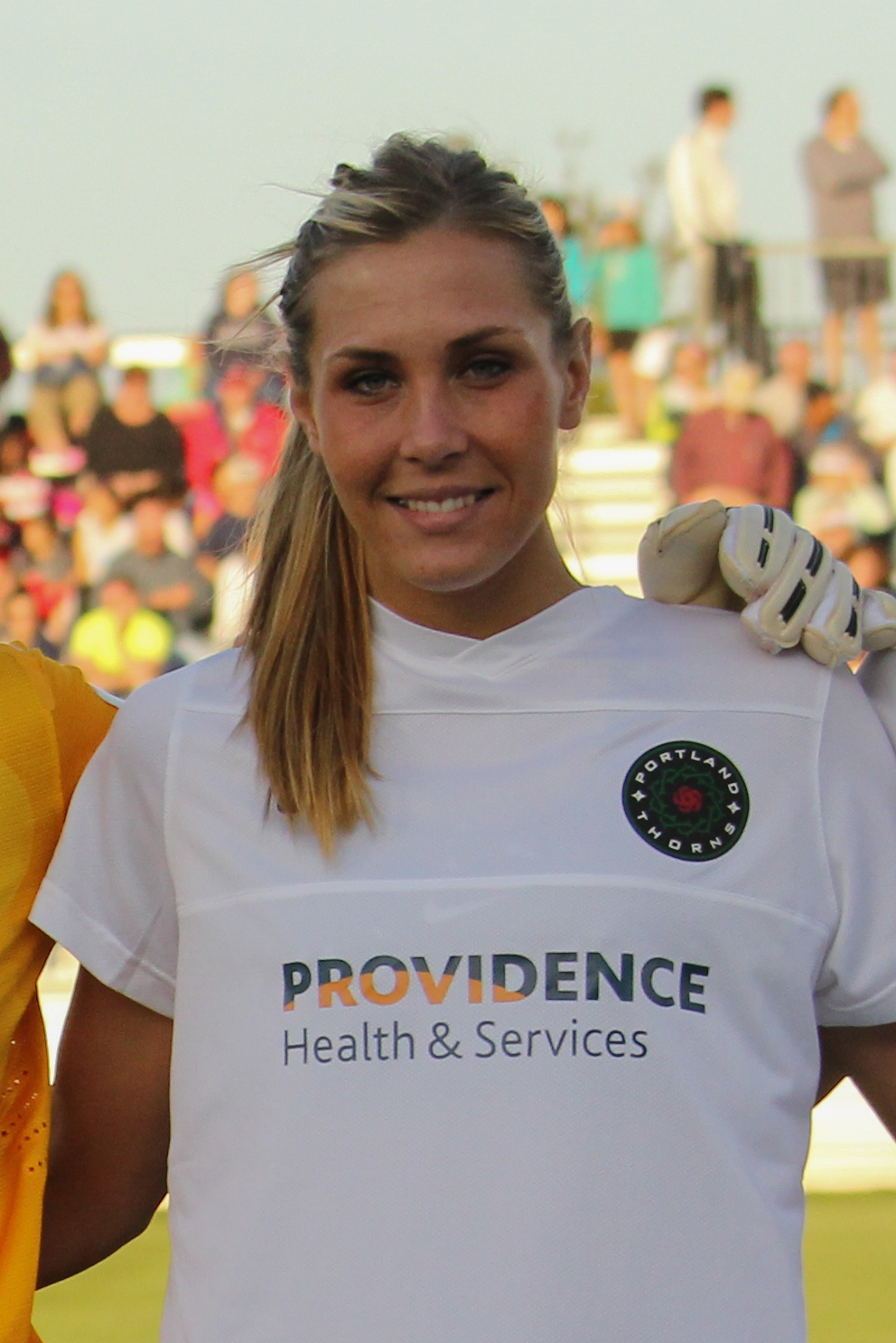
Allie Long

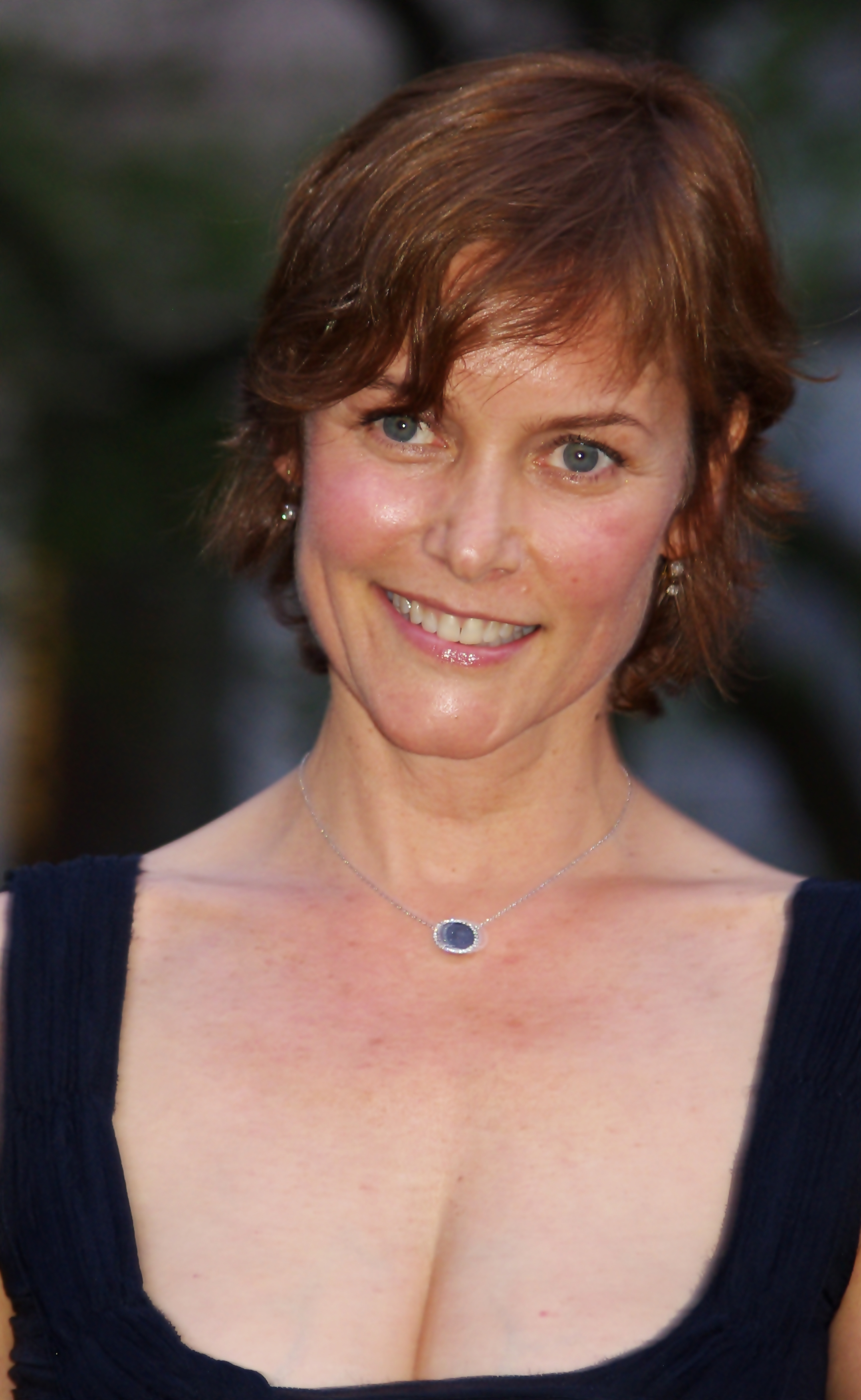
Carey Lowell

- Nick LaLota (* 1978), Politiker und Vertreter von New York im US-Repräsentantenhaus
- Christopher Lambert (* 1957), Schauspieler
- Maxim Lando (* 2002), Pianist
- Andy Laster (* 1961), Saxophonist, Klarinettist und Flötist
- Ed Lauter (1938–2013), Schauspieler
- Effingham Lawrence (1820–1878), Politiker
- Nathaniel Lawrence (1761–1797), Jurist und Politiker
- Rick Lazio (* 1958), Politiker
- John LeBoutillier (* 1953), Politiker
- Norman F. Lent (1931–2012), Jurist und Politiker
- Robert Levy (* 1943), Trompeter, Dirigent, Komponist und Musikpädagoge
- Ezra L’Hommedieu (1734–1811), Politiker
- Donny Lia (* 1980), Autorennfahrer
- Lil’ Mo (* 1978), Sängerin
- Lil Peep (1996–2017), Rapper
- Louis Liotti (* 1985), Eishockeyspieler
- Dennis Lipscomb (1942–2014), Schauspieler
- Devin Logan (* 1993), Freestyle-Skierin
- Allie Long (* 1987), Fußballspielerin
- Nick Long Jr. (1904–1949), Tänzer und Schauspieler
- Othneil Looker (1757–1845), Politiker
- Chuck Lorre (* 1952), Filmproduzent, Drehbuchautor, Regisseur
- Allen Lowe (* 1954), Musiker, Komponist und Musik-Historiker
- Carey Lowell (* 1961), Filmschauspielerin
- LP (* 1968), Sängerin
- Charles Ludlam (1943–1987), Schauspieler und Dramatiker
- Patti LuPone (* 1949), Sängerin und Schauspielerin
- Howard Lutnick (* 1961), Geschäftsmann und US-Handelsminister
- Werner Lutz  (1931–2025), Jazzmusiker

## M
- Jimmy Ma (* 1995), Eiskunstläufer
- Ralph Macchio (* 1961), Schauspieler

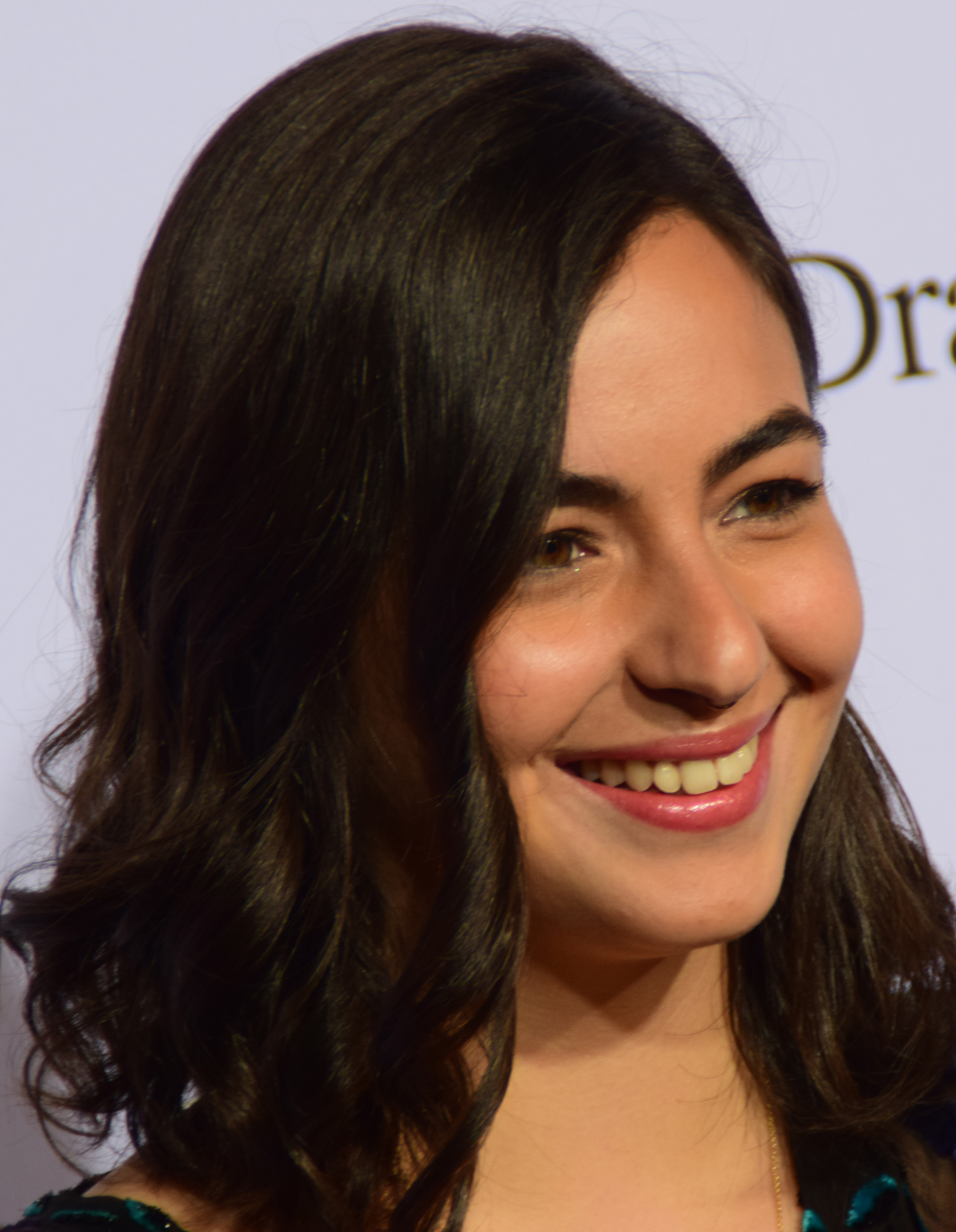
Alanna Masterson

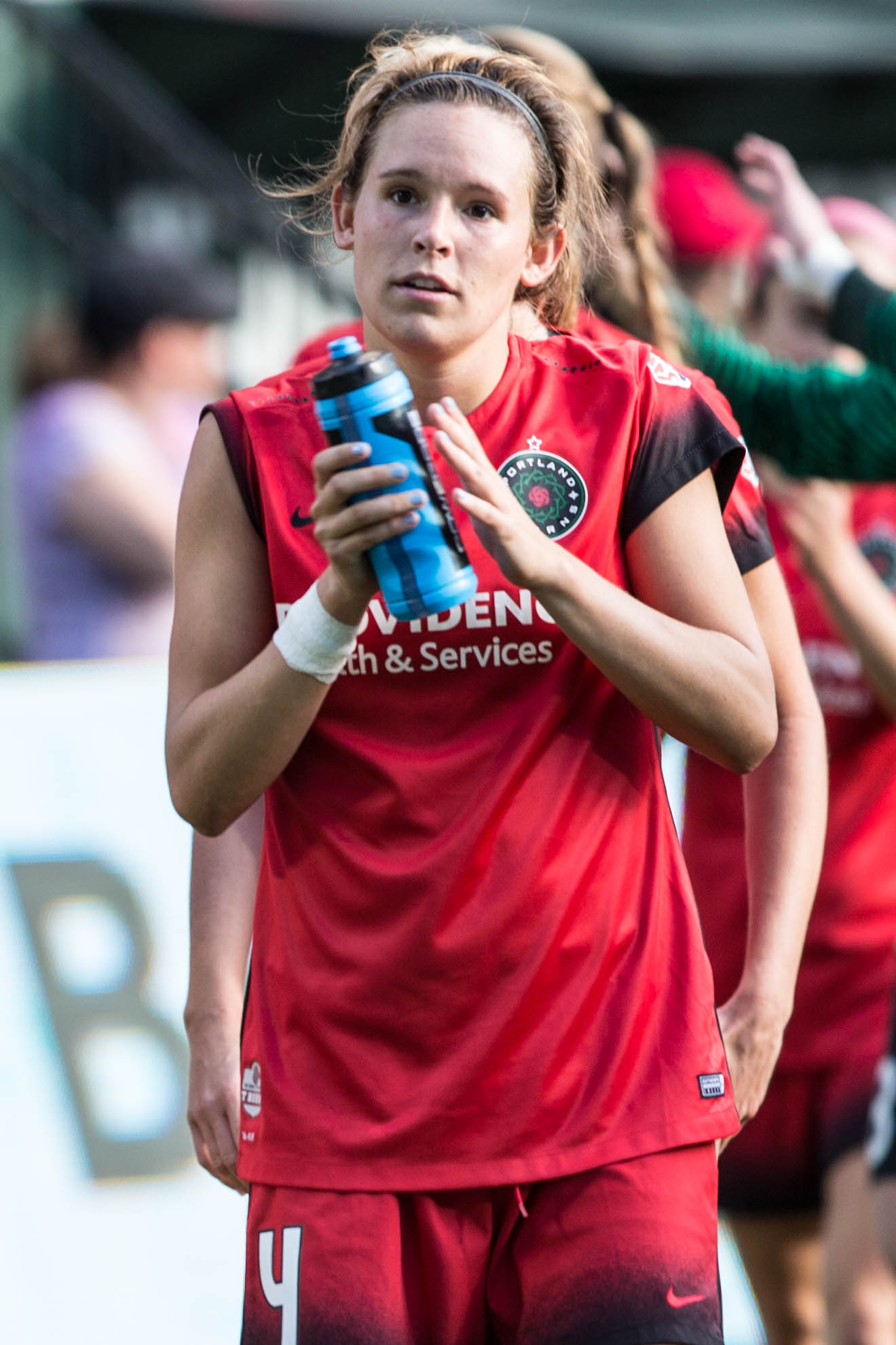
Emily Menges

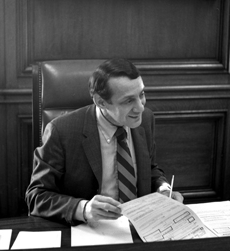
Harvey Milk

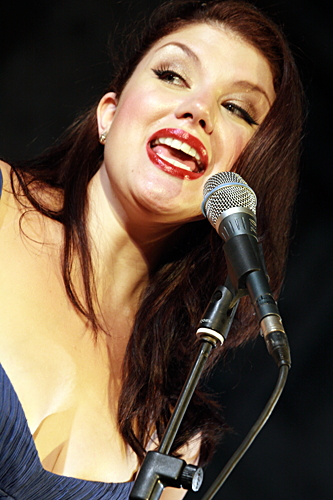
Jane Monheit

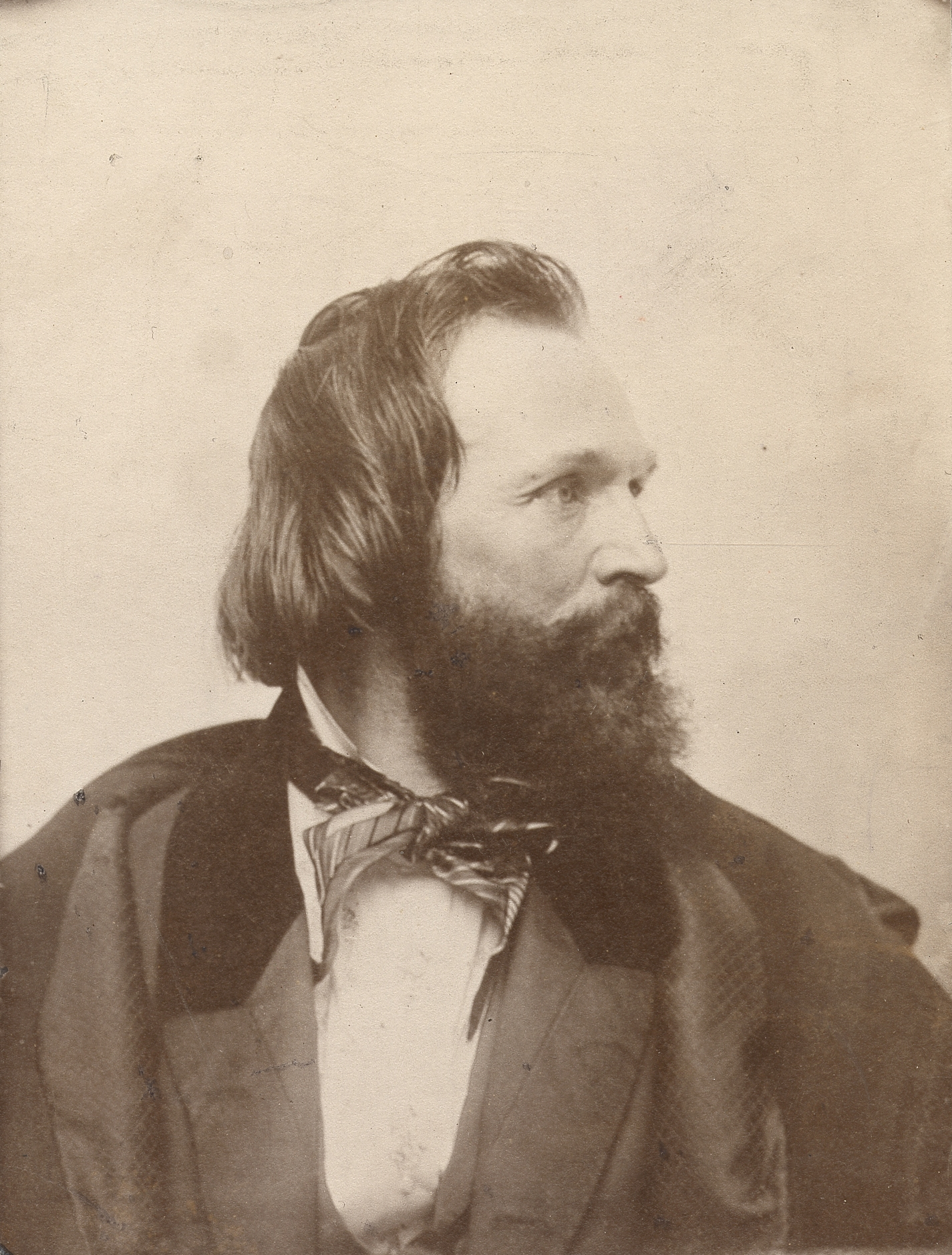
William Sidney Mount

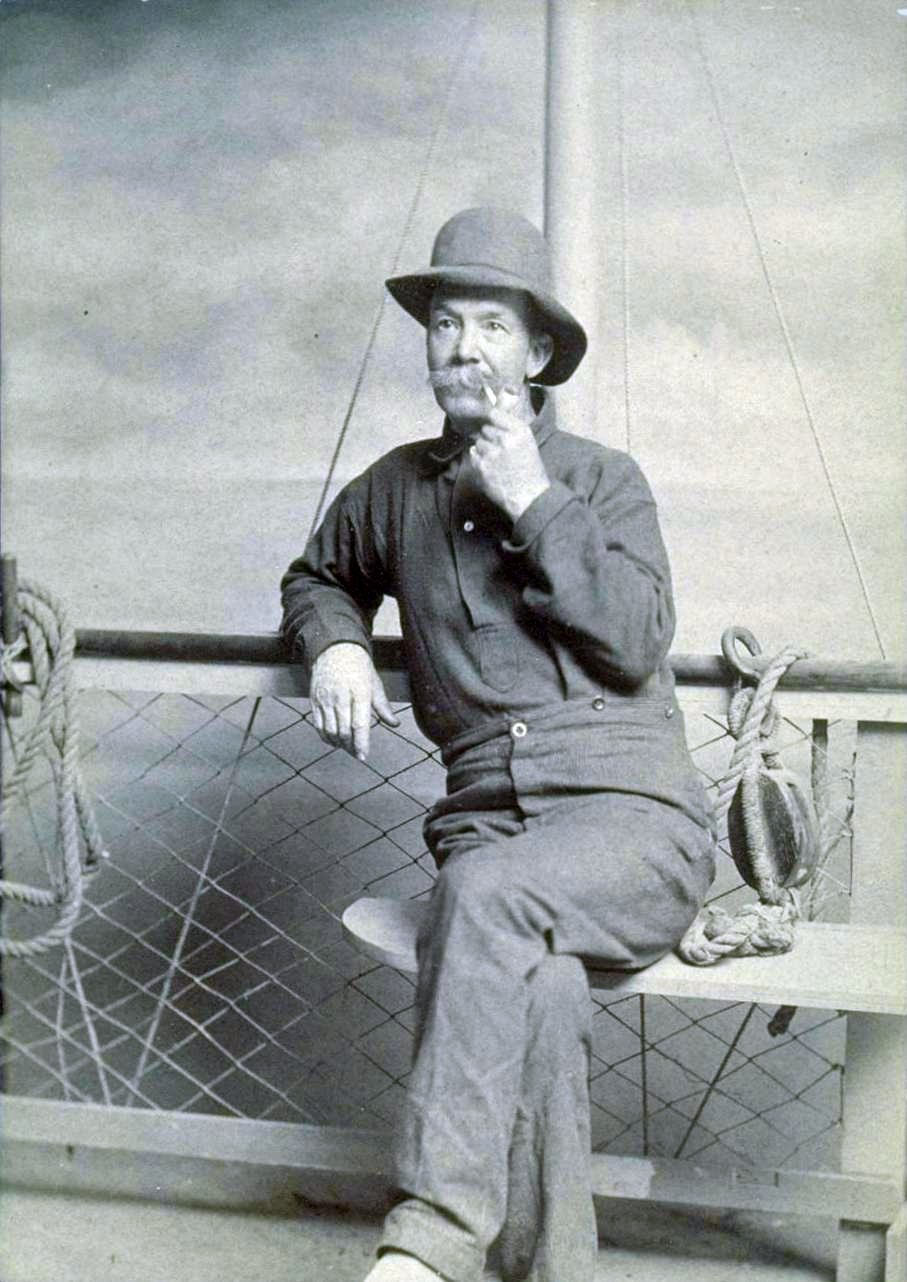
Prentice Mulford

- Talitha MacKenzie, Sängerin und Musikethnologistin
- Shannon MacMillan (* 1974), Fußballspielerin und ist -trainerin
- Ed Mangano (* 1962), Politiker
- Mitchell Manzanilla (Supercoven), Rapper
- Jeff Marchelletta (* 1967), Schauspieler, Filmproduzent und Model
- Ken Marino (* 1968), Schauspieler, Comedian, Regisseur und Drehbuchautor
- Patricia Marmont (1921–2020), britische Schauspielerin
- John Marshall (1952–2025), Jazztrompeter
- Ashley Massaro (1979–2019), Wrestlerin und Model
- Michael James Massimino (* 1962), Astronaut und Professor für Maschinenbau
- Christopher Masterson (* 1980), Schauspieler
- Alanna Masterson (* 1988), Schauspielerin
- Danny Masterson (* 1976), Schauspieler
- Gina Mastrogiacomo (1961–2001), Schauspielerin
- Heather Matarazzo (* 1982), Schauspielerin
- Steven Matz (* 1991), Baseballspieler
- Charlie McAvoy (* 1997), Eishockeyspieler
- Kerry McCoy (* 1974), Ringer
- Mac McDonald (* 1949), Schauspieler
- Patrick McEnroe (* 1966), Tennisspieler
- Buddy McGirt (* 1964), Boxer und Boxtrainer
- Shannon McNally (* 1973), Sängerin und Musikerin
- Brian McNamara (* 1960), Schauspieler
- Daniel Mendelsohn (* 1960), Journalist und Buchautor
- Carlos Mendes (* 1980), Fußballspieler
- Emily Menges (* 1992), Fußballspielerin
- Sally Menke (1953–2010), Filmeditorin und Produzentin
- Method Man (* 1971), Rapper
- Dan Meuser (* 1964), Politiker
- Mimi Michaels (* 1983), Schauspielerin
- Chrisette Michele (* 1982), R&B-Sängerin
- Sonny Milano (* 1996), Eishockeyspieler
- Mark Militano (* 1954), Eiskunstläufer
- Melissa Militano (1955–2024), Eiskunstläuferin
- Harvey Milk (1930–1978), Politiker und Bürgerrechtler
- Alice Miller (* 1939), Politikerin und Pädagogin
- Arthur C. Miller (1895–1970), Kameramann
- Jason Anthony Miller (1939–2001), Schauspieler und Dramatiker
- Jeffrey Glenn Miller (1950–1970), Student und Opfer des Kent-State-Massakers
- Matt K. Miller (* 1960), Komiker, Autor, Synchronsprecher und Schauspieler
- Samuel Latham Mitchill (1764–1831), Physiker, Naturforscher und Politiker
- Mark Mobius (* 1936), Portfoliomanager
- Joelle Mogensen (1953–1982), französische Sängerin
- Jane Monheit (* 1977), Jazz-Sängerin
- Kevin Moore (* 1967), Keyboarder und Komponist
- John Morgan (1930–2025), Segler
- John W. Morgan III. (* 20. Jahrhundert), Generalleutnant der United States Army
- Errol Morris (* 1948), Regisseur, Dokumentarfilmer und Autor
- Greg Mottola (* 1964), Filmschaffender
- Maxi Mounds (* 1972), Nacktmodel, Stripperin, Autorin und Pornodarstellerin
- William Sidney Mount (1807–1868), Maler
- Suzanne Mueller (* 20. Jahrhundert), Cellistin
- Anne M. Mulcahy (* 1952), Managerin
- Prentice Mulford (1834–1891), Journalist, Philosoph und Schriftsteller
- Jim Mulholland (* um 1950), Drehbuchautor, Filmproduzent und Schauspieler
- Charles Muller (* 1953), Religionswissenschaftler
- Michael P. Murphy (1976–2005), Soldat
- John F. Murray (1927–2020), Mediziner

## N
- Arthur J. Nascarella (* 1944), Schauspieler
- Robert Neary (* 1965), Schauspieler
- Ingrid Neel (* 1998), Tennisspielerin
- Tony Nese (* 1985), Wrestler
- Todd Neufeld (* 1981), Jazzgitarrist

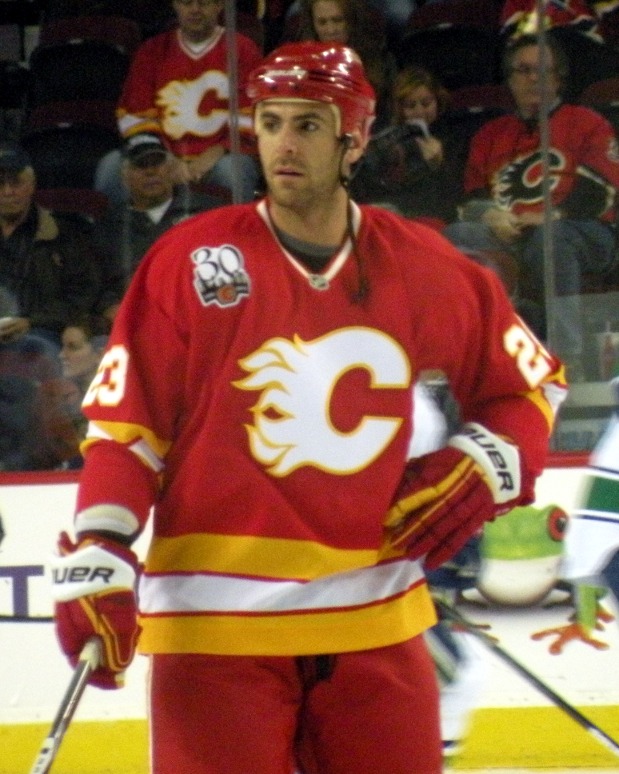
Eric Nystrom

- Howard A. Newman (1921–2006), Investment- und Eisenbahnmanager
- Drew Nicholas (* 1981), Basketballspieler
- Bill Nieder (1933–2022), Kugelstoßer, Weltrekordhalter und Olympiasieger
- Candice Night (* 1971), Sängerin
- Natalie Norwick (1923–2007), Schauspielerin
- John Barry Nusum (* 1981), Fußballspieler
- Eric Nystrom (* 1983), Eishockeyspieler

## O
- Soledad O’Brien (* 1966), Journalistin
- Cameron Ocasio (* 1999), Schauspieler
- Kevin O’Connell (* 1957), Tontechniker

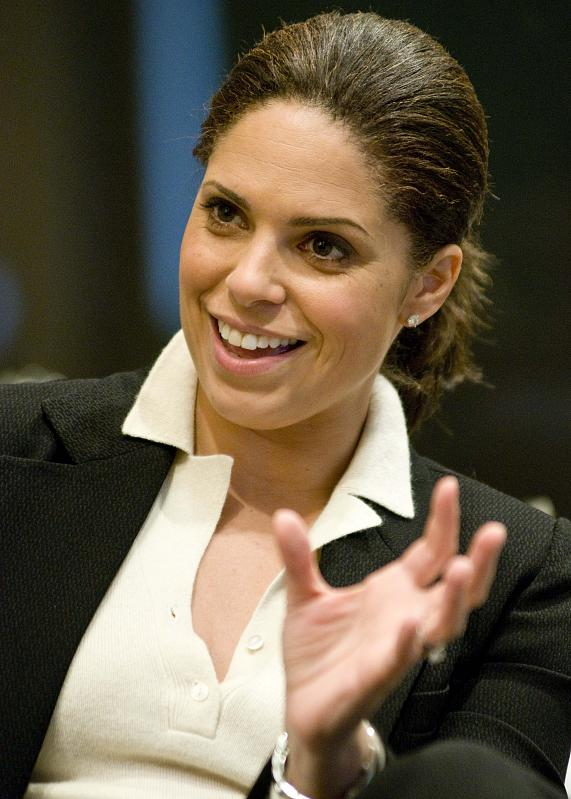
Soledad O’Brien

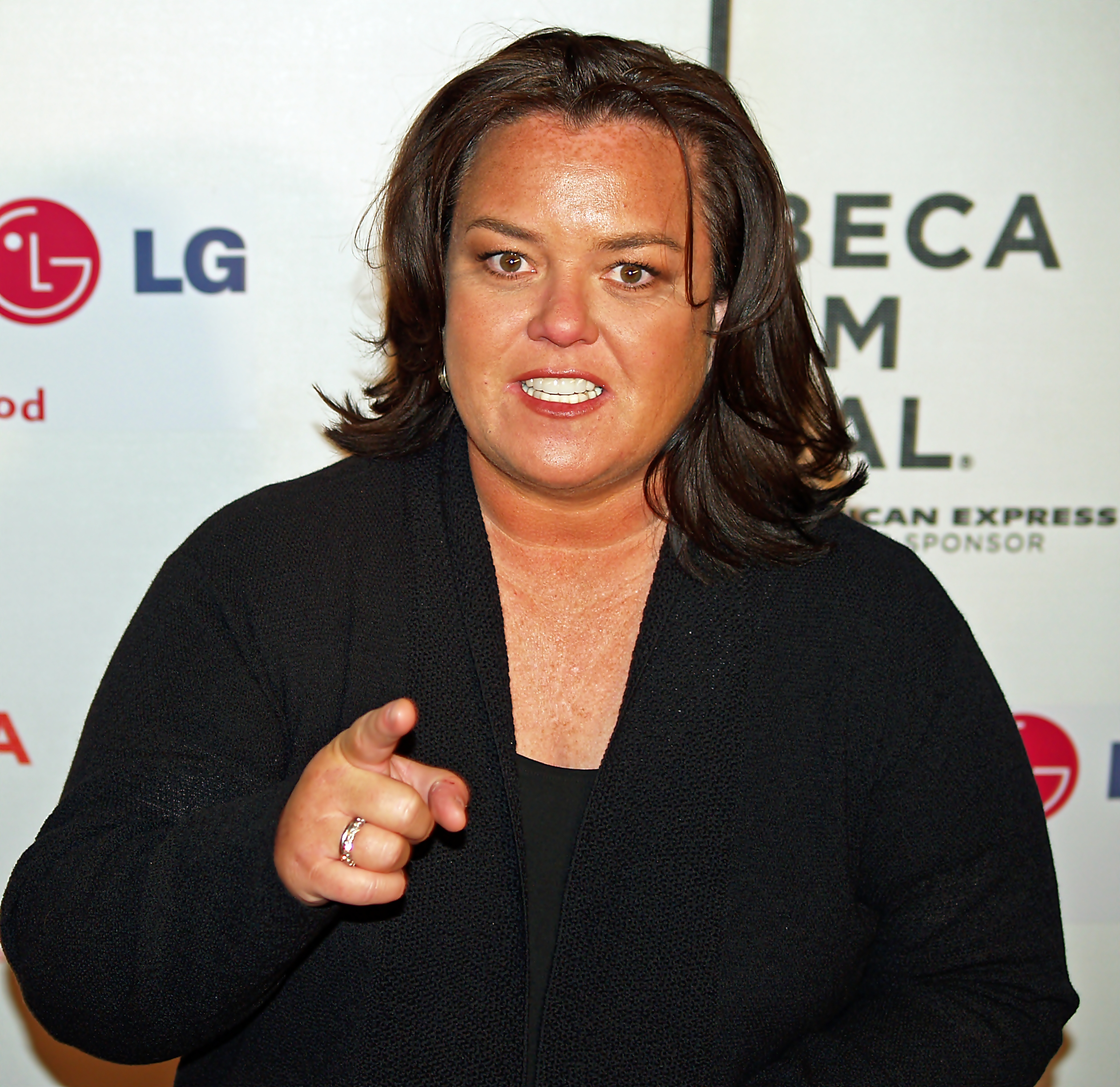
Rosie O’Donnell

- Gavin O’Connor (* 1964), Filmregisseur, Drehbuchautor, Filmproduzent und Schauspieler
- Rosie O’Donnell (* 1962), Schauspielerin, Moderatorin und Produzentin
- Rob O’Gara (* 1993), Eishockeyspieler
- Fred Ohms (1918–1956), Jazz- und Studiomusiker
- Denis O’Leary (1863–1943), Jurist und Politiker
- Kevin O’Neill (* 1961), Regisseur, Produzent und Effekteersteller
- Rory O’Reilly (* 1955), Radrennfahrer
- Donna Orender, Sportfunktionärin
- Sharon Oster (1948–2022), Wirtschaftswissenschaftlerin und Hochschullehrerin
- Wendy Overton (* 1947), Tennisspielerin

## P
- Daryl Palumbo (* 1979), Sänger

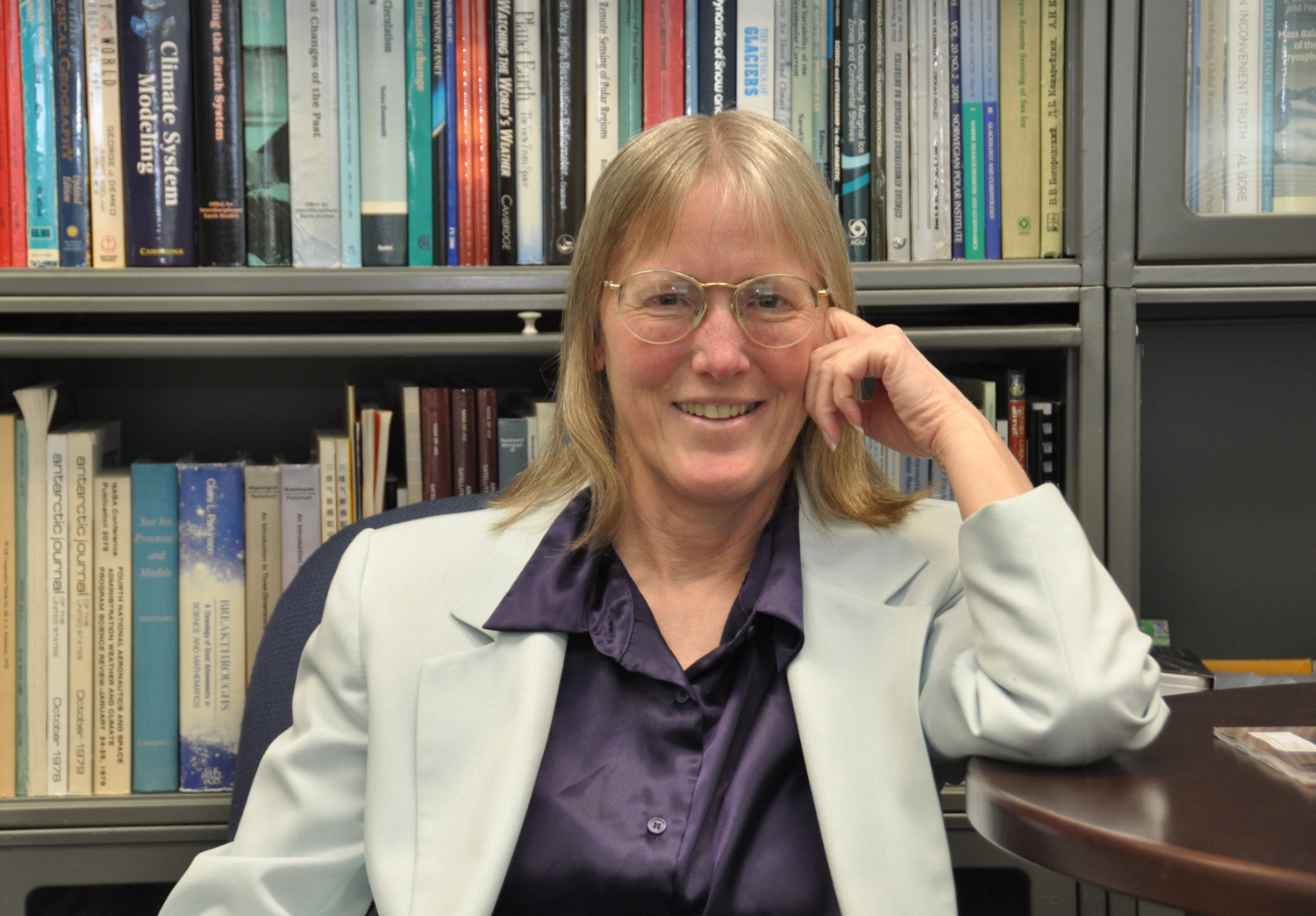
Claire Parkinson

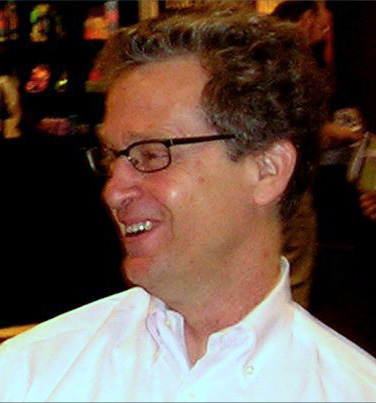
Ridley Pearson

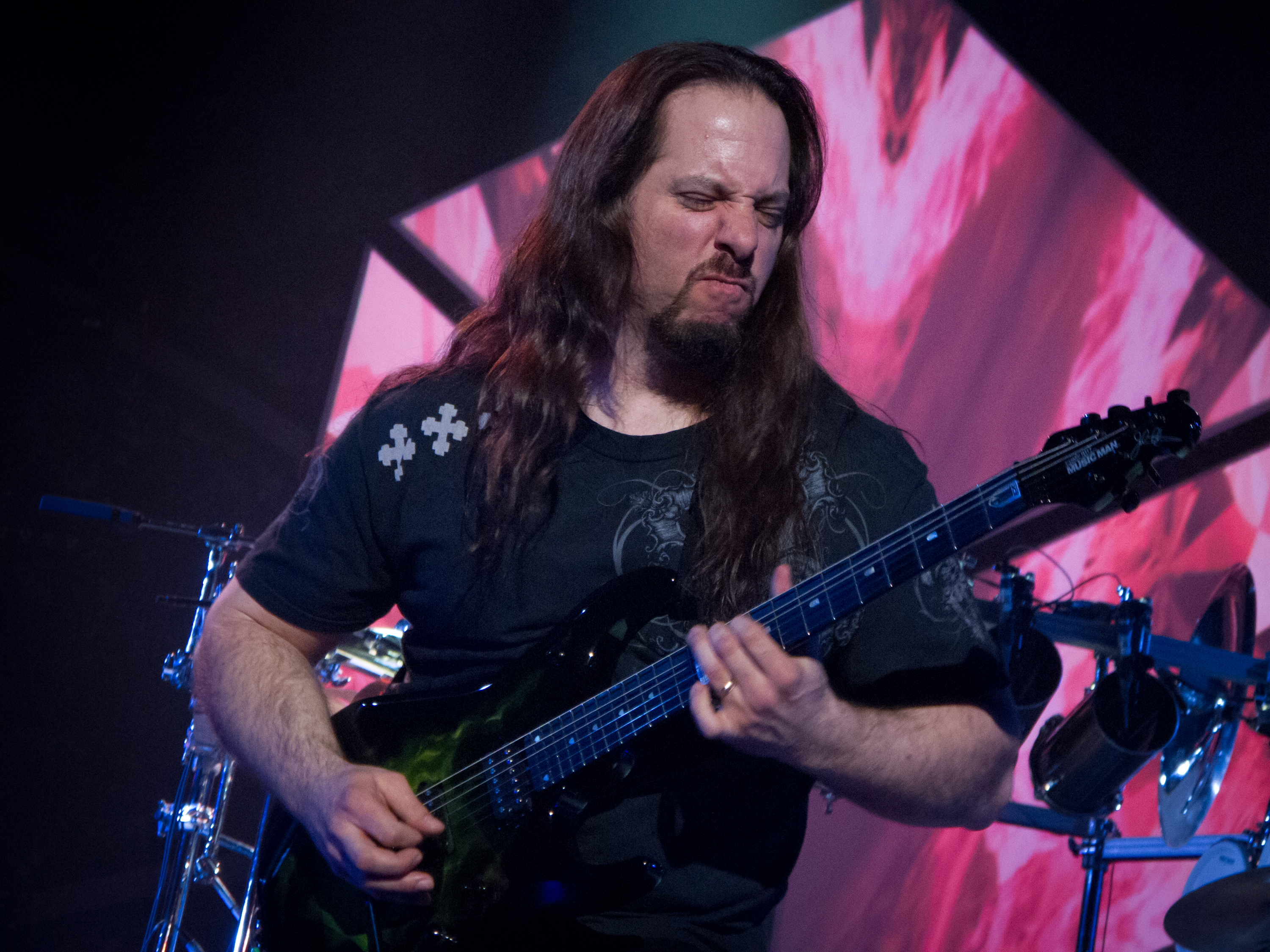
John Petrucci

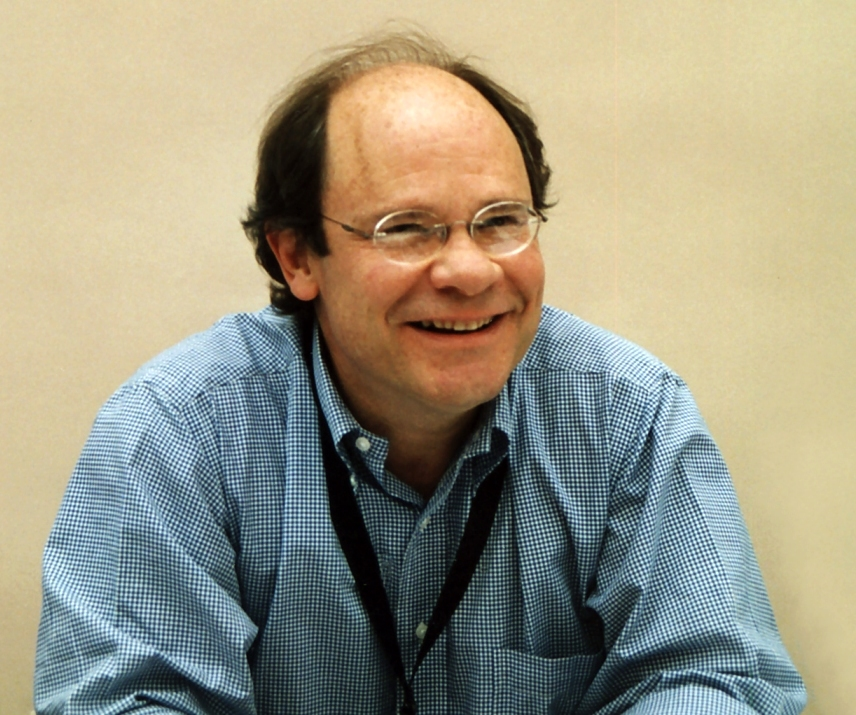
Ethan Phillips

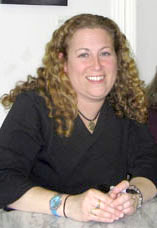
Jodi Picoult

- Alwin M. Pappenheimer (1908–1995), Chemiker, Immunologe und Bakteriologe
- Suzy Parker (1932–2003), Fotomodell und Schauspielerin
- Tim Parker (* 1993), Fußballspieler
- Gregory Lawrence Parkes (* 1964), römisch-katholischer Bischof
- Stephen Parkes (* 1965), Geistlicher und römisch-katholischer Bischof von Savannah
- Claire Parkinson (* 1948), Klimaforscherin
- Richard A. Passman (1925–2020), Luft- und Raumfahrtingenieur
- William H. Pauley III (1952–2021), US-Bundesrichter
- David Paymer (* 1954), Schauspieler
- Ridley Pearson (* 1953), Schriftsteller
- Dale Peck (* 1967), Schriftsteller und Literaturkritiker
- John Petrucci (* 1967), Gitarrist
- Peter A. Peyser (1921–2014), Politiker
- Ethan Phillips (* 1955), Schauspieler und Autor
- Jodi Picoult (* 1967), Schriftstellerin
- Steven C. Pieper (1943–2018), theoretischer Kernphysiker
- Chester Pierce (1927–2016), Psychiater
- Samuel Pierce (1922–2000), Politiker
- Job Pierson (1791–1860), Jurist und Politiker
- Otis G. Pike (1921–2014), Jurist und Politiker
- Zephaniah Platt (1735–1807), Rechtsanwalt und Politiker
- John Michael Plumb (* 1940), Vielseitigkeitsreiter
- Mark Polizzotti (* 1957), Schriftsteller, literarischer Übersetzer und Verlagslektor
- Michael Pollan (* 1955), Journalist
- Tracy Pollan (* 1960), Schauspielerin
- John Pollono (* 1972), Filmschauspieler und Drehbuchautor
- Athanasios Polychronopoulos (* 1984), US-amerikanisch-griechischer Pokerspieler
- Mike Portnoy (* 1967), Schlagzeuger
- Danny Porush (* 1957), Unternehmer und Börsenmakler
- Jotham Post junior (1771–1817), Politiker
- Kiki Preston (1898–1946), Großwildjägerin und Pferdezüchterin in Kenia
- Prodigy (1974–2017), Rapper
- Orel Odinov Protopopescu, Kinderbuchautorin und Lyrikerin
- Lilly Pulitzer (1931–2013), Modeschöpferin und Designerin
- Thomas Pynchon (* 1937), Schriftsteller

## R

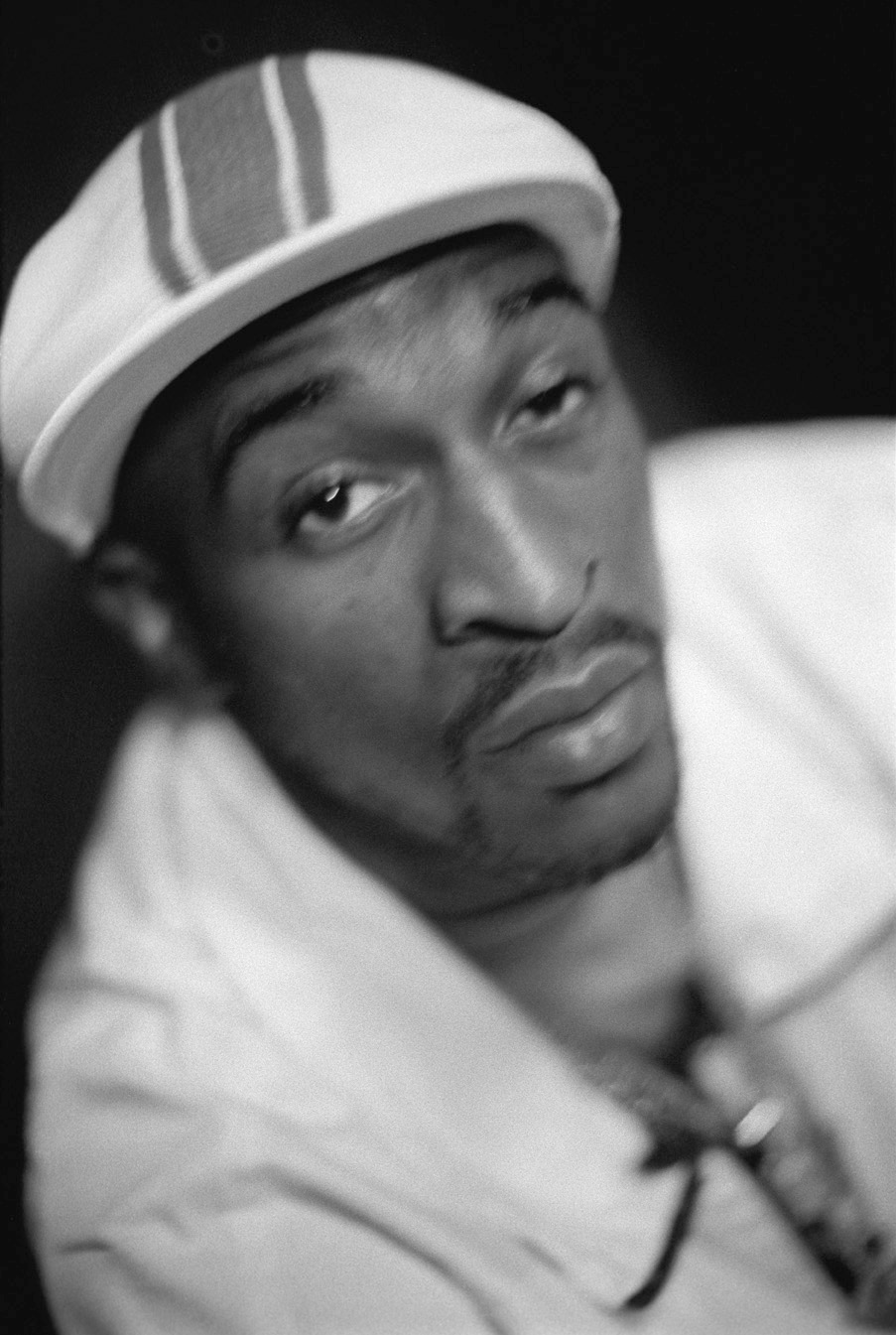
Rakim

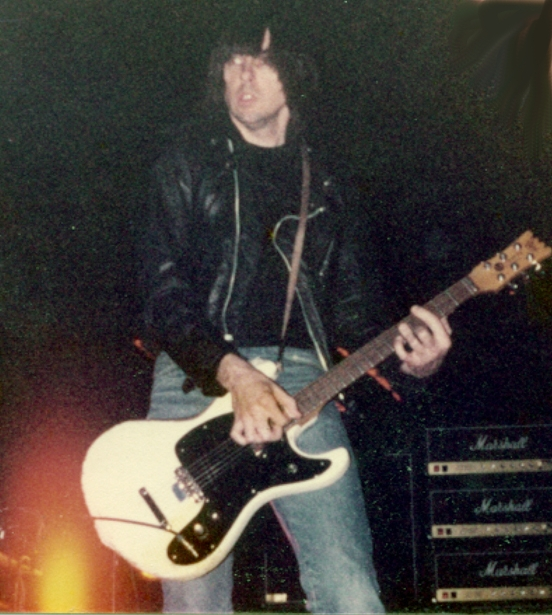
Johnny Ramone

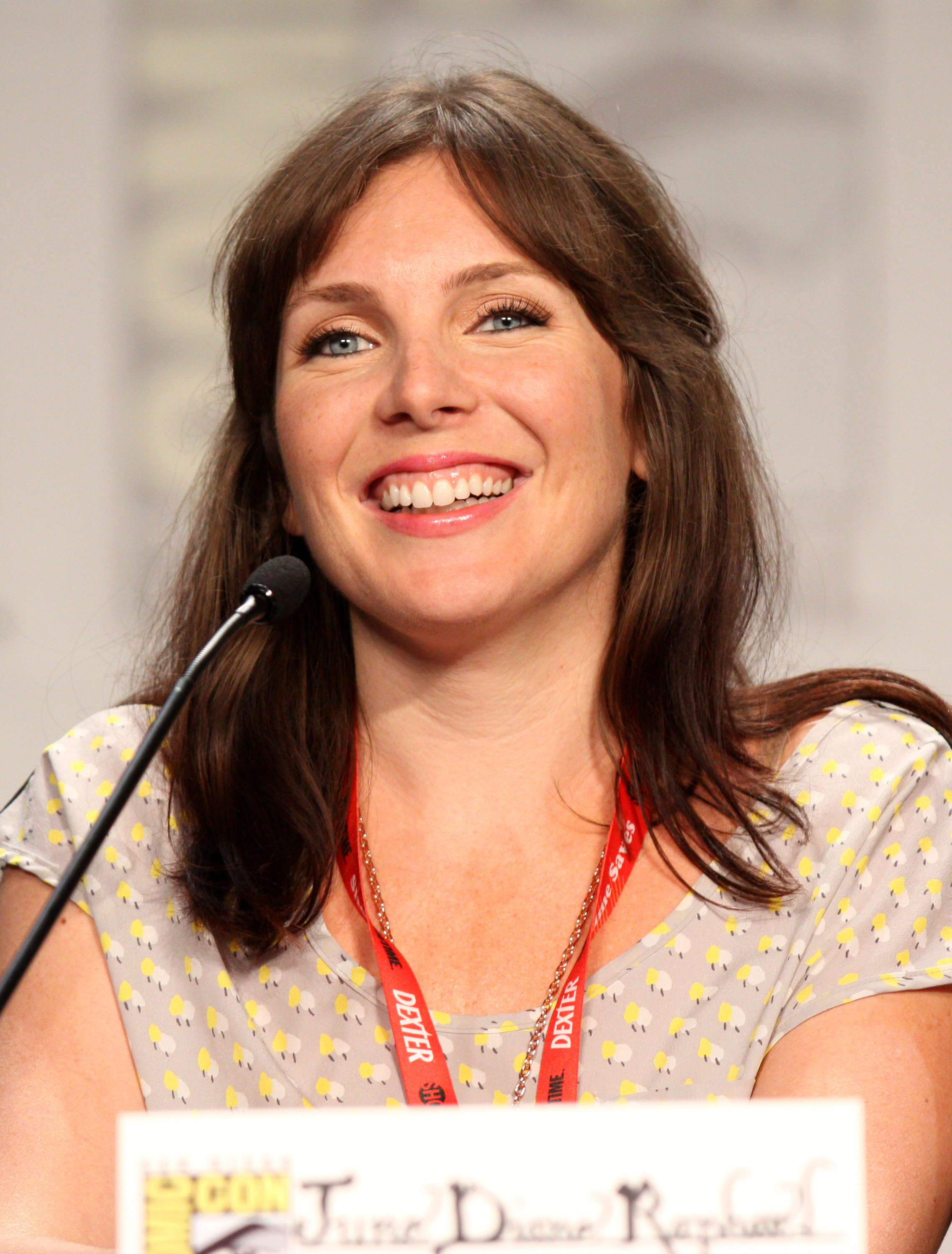
June Diane Raphael

Tapping Reeve

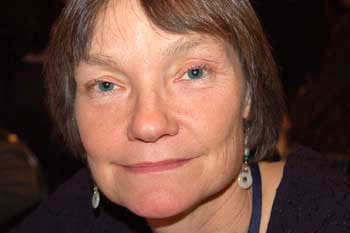
Mary Rosenblum

- Jan Rabson (1954–2022), US-amerikanisch-kanadischer Schauspieler und Synchronsprecher
- Robert B. Radnitz (1924–2010), Filmproduzent
- Lee Radziwill (1933–2019), Innenarchitektin, Schauspielerin und Autorin
- Randy Rainbow (* 1981), Komiker und Sänger
- Nicole Rajičová (* 1995), US-amerikanisch-slowakische Eiskunstläuferin
- Rakim (* 1968), Rapper
- Michael Rakowitz (* 1973), Künstler
- Arthur P. Ramirez (* 1956), Festkörperphysiker
- Johnny Ramone (1948–2004), Gitarrist
- June Diane Raphael (* 1980), Schauspielerin und Drehbuchautorin
- R. A. the Rugged Man (* 20. Jahrhundert), Rapper
- Samuel Reber (1903–1971), Diplomat
- Arthur Benjamin Reeve (1880–1936), Journalist und Schriftsteller
- Tapping Reeve (1744–1823), Jurist
- Henry Augustus Reeves (1832–1916), Jurist und Politiker
- Matt Reeves (* 1966), Regisseur, Drehbuchautor und Filmproduzent
- Frank Reich (* 1961), American-Football-Trainer und Quarterback
- Bert Remsen (1925–1999), Schauspieler und Castingdirektor
- Peter Rennert (* 1958), Tennisspieler
- Erik Rhodes (1982–2012), Pornodarsteller
- Eric Ridder (1918–1996), Segler
- Joel Rifkin (* 1959), Serienmörder
- Lee Rocker (* 1961), Musiker
- Bob Rohrbach (* 1955), Fußballspieler
- Kermit Roosevelt (1889–1943), Schriftsteller, Geschäftsmann und Offizier
- Theodore Roosevelt junior (1887–1944), Geschäftsmann, Autor, Politiker und Armeeoffizier
- Susan Rose-Ackerman (* 1942), Wirtschaftswissenschaftlerin
- Benjamin Rosenbaum (* 1969), Science-Fiction- und Fantasy-Schriftsteller
- Michael Rosenbaum (* 1972), Schauspieler und Synchronsprecher
- Mary Rosenblum (1952–2018), Autorin von Science-Fiction- und Detektivgeschichten
- Grant Rosenmeyer (* 1991), Schauspieler
- Louis Rossetto (* 1949), Autor, Journalist und Unternehmer
- Noah Rubin (* 1996), Tennisspieler
- Rick Rubin (* 1963), Musikproduzent
- Gene Ruggiero (1910–2002), Filmeditor
- Henry Norris Russell (1877–1957), Astronom
- Karen Ryan (* 1984), Filmproduzentin
- Zack Ryder (* 1985), Wrestler

## S
- Louis Sachar (* 1954), Kinderbuchautor

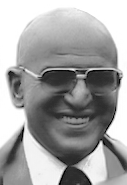
Telly Savalas

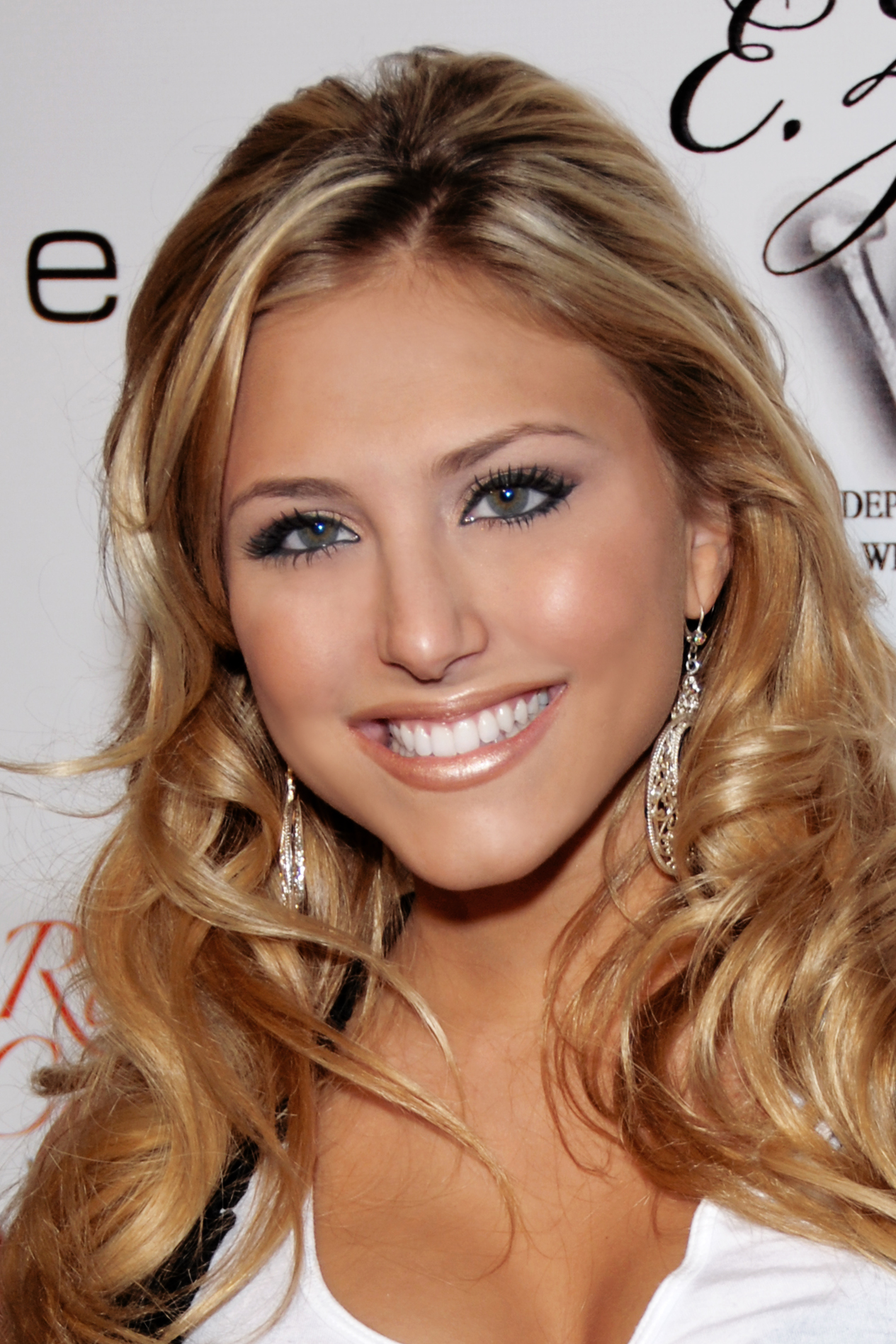
Cassie Scerbo

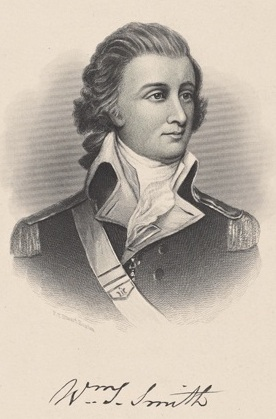
William Stephens Smith

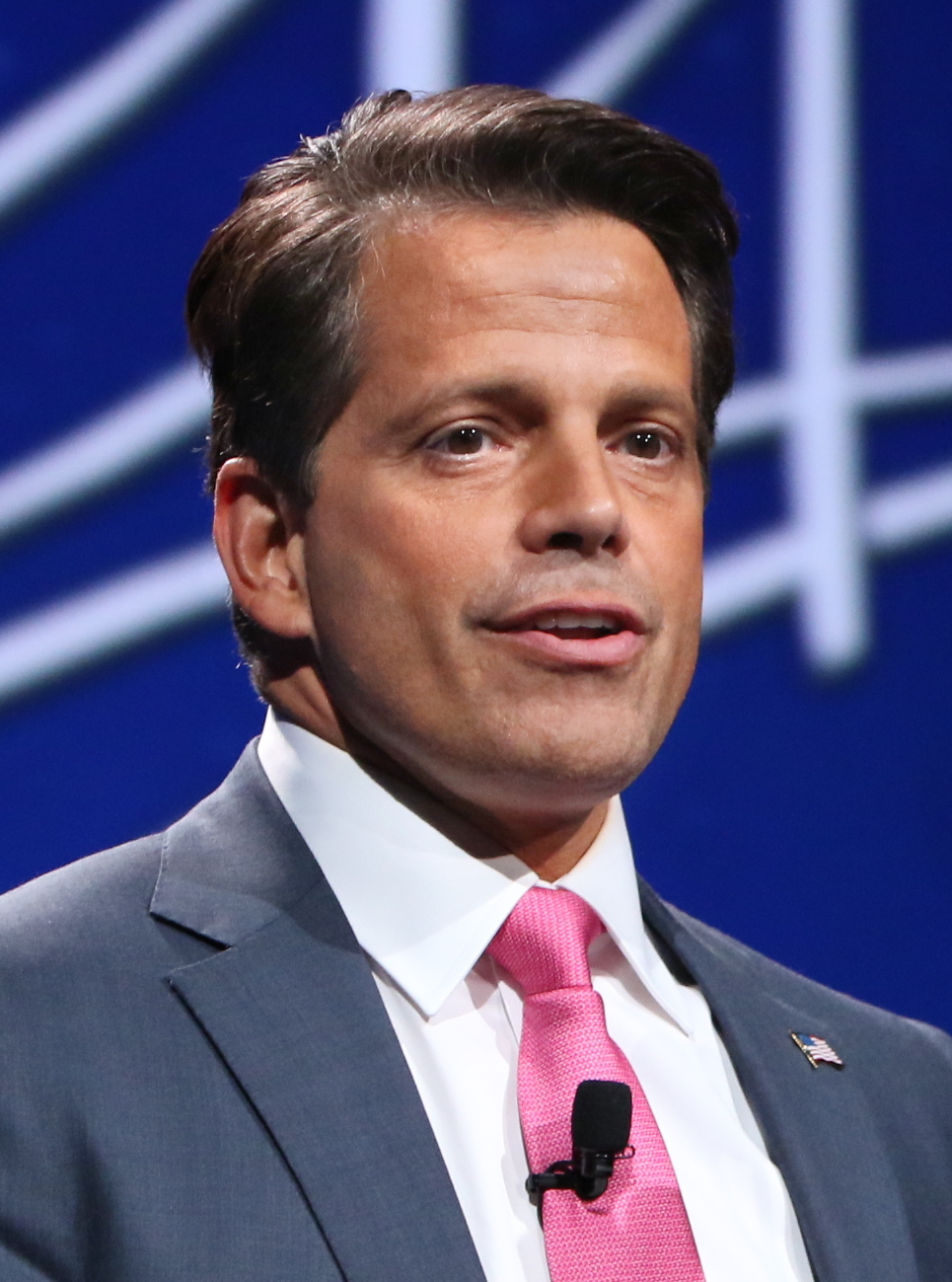
Anthony Scaramucci

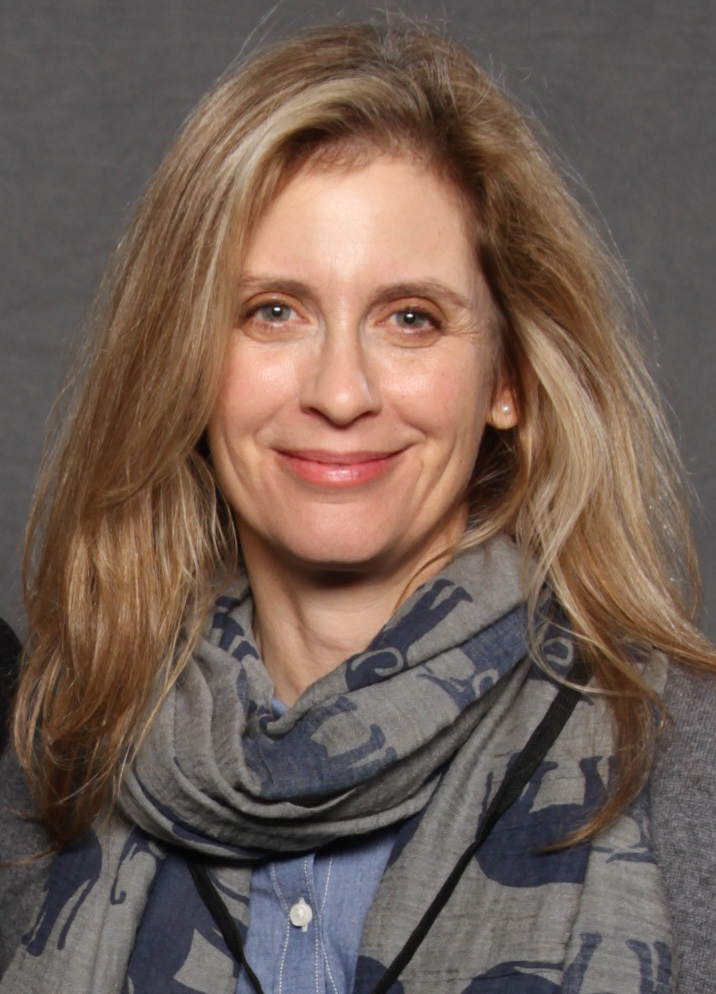
Helen Slater

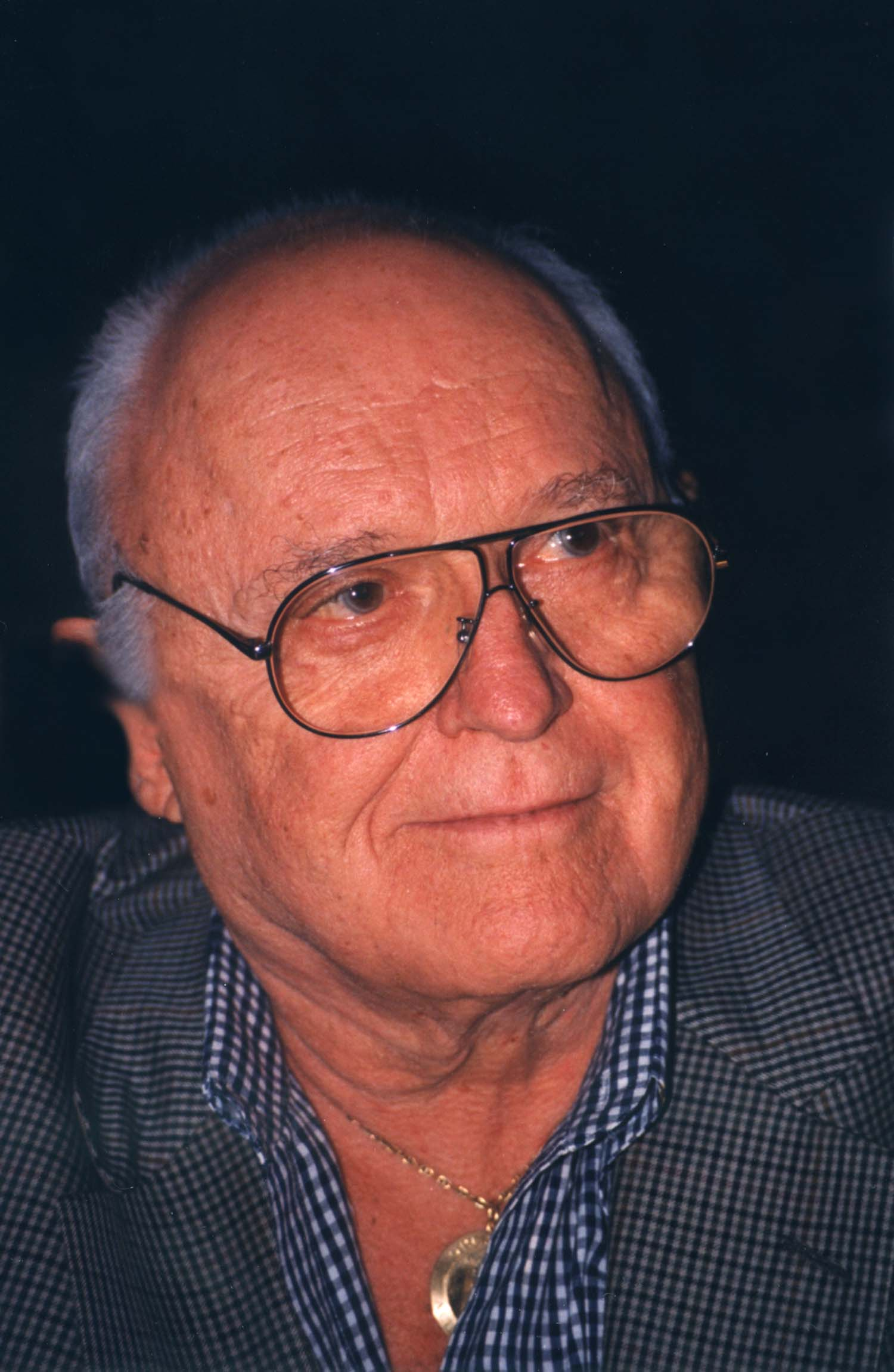
Rod Steiger

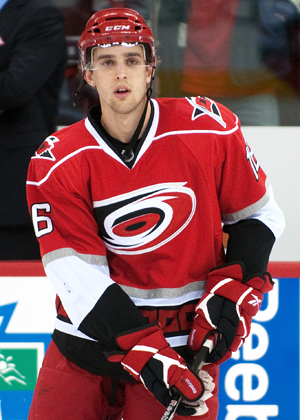
Brandon Sutter

- Salli Saffioti (* 1976), Schauspielerin und Synchronsprecherin
- Sven Salumaa (* 1966), Tennisspieler
- John Sanborn (* 1954), Videokünstler
- Chanté Sandiford (* 1990), Fußballspielerin und -trainerin
- Nathan Sanford (1777–1838), Politiker
- Brian Saramago (* 1998), Fußballspieler
- Joe Satriani (* 1956), Gitarrist
- John Savage (* 1949), Schauspieler
- Telly Savalas (1922–1994), Schauspieler
- Joe Scally (* 2002), Fußballspieler
- Anthony Scaramucci (* 1964), Hedgefonds-Manager, Buchautor und Kommunikationsdirektor des Weißen Hauses
- Cassie Scerbo (* 1990), Schauspielerin, Sängerin und Tänzerin
- Matthew Schmidt (* 1974), Filmeditor und Filmproduzent
- Larry Schneider (* 1949), Jazz-Saxophonist
- Chuck Schuldiner (1967–2001), Gitarrist und Sänger
- Shalom H. Schwartz (* um 1940), Sozialpsychologe, interkultureller Forscher und Autor
- Nathaniel Scudder (1733–1781), Arzt und Politiker
- Townsend Scudder (1865–1960), Jurist und Politiker
- Tredwell Scudder (1771–1834), Politiker
- Rob Scuderi (* 1978), Eishockeyspieler
- John A. Searing (1805–1876), Politiker
- George Segal (1934–2021), Schauspieler
- Brian Setzer (* 1959), Musiker und Schauspieler
- Kim Shannon (* 1976), Schauspielerin
- Edgar A. Sharp (1876–1948), Politiker
- Burt Shavitz (1935–2015), Aussteiger, Imker und Unternehmer
- Mark Allen Shepherd (* 1961), Filmschauspieler
- Brian Shi (* 2000), Tennisspieler
- Talia Shire (* 1946), Schauspielerin
- George Sidney (1916–2002), Regisseur und Filmproduzent
- Alexandra Silk (* 1963), Pornodarstellerin und Regisseurin
- Robert B. Silvers (1929–2017), Herausgeber
- Peter Silvester (1734–1808), Rechtsanwalt, Richter und Politiker
- Phillip Simmonds (* 1986), Tennisspieler
- Anne Simon (* 1956), Biologin, Wissenschaftlerin und Hochschullehrerin
- Dean Skelos (* 1948), Politiker
- Helen Slater (* 1963), Schauspielerin und Singer-Songwriterin
- J. D. Slater (* 1955), Filmregisseur, Komponist und Pornodarsteller
- Lindsay Sloane (* 1977), Filmschauspielerin
- Donovan Smith (* 1993), American-Football-Spieler
- Edward H. Smith (1809–1885), Jurist und Politiker
- Joe Smith junior (* 1989), Boxer im Halbschwergewicht und WBC-International-Champion (2016–2017)
- John Smith (1752–1816), Politiker
- Parrish Smith, PMD (* 1968), Rapper und Hip-Hop-Produzent
- William Stephens Smith (1755–1816), Offizier und Politiker
- Gary Smulyan (* 1956), Baritonsaxophonist des Modern Jazz
- Lisa Sokolov (* 1954), Jazzsängerin und Musiktherapeutin
- Henry Southard (1747–1842), Politiker
- Francis B. Spinola (1821–1891), Offizier und Politiker
- Donald F. Squires (1927–2017), Meeresforscher und IT-Fachmann
- Peter J. Stadelman (1871–1954), Geschäftsmann und Politiker
- Ryan Star (* 1978), Musiker
- Rod Steiger (1925–2002), Schauspieler
- Alexandra Stein (* 1998), Volleyballspielerin
- Jeffrey Steingarten (* 1945), Rechtsanwalt und Gastronomie-Kritiker
- George Sterling (1869–1926), Lyriker und Dramatiker
- Barry Sternlicht (* 1960), Unternehmer und Milliardär
- Tabitha Stevens (* 1970), Pornodarstellerin
- Guy Stevenson (* 20. Jahrhundert), Schauspieler und Drehbuchautor
- David Strickland (1969–1999), Schauspieler
- Selah B. Strong (1792–1872), Jurist und Politiker
- Gerry Studds (1937–2006), Politiker
- Thomas Suozzi (* 1962), Politiker
- Brandon Sutter (* 1989), Eishockeyspieler
- John Cleves Symmes (1742–1814), Jurist und Politiker

## T
- Jamaaladeen Tacuma (* 1956), Jazzmusiker

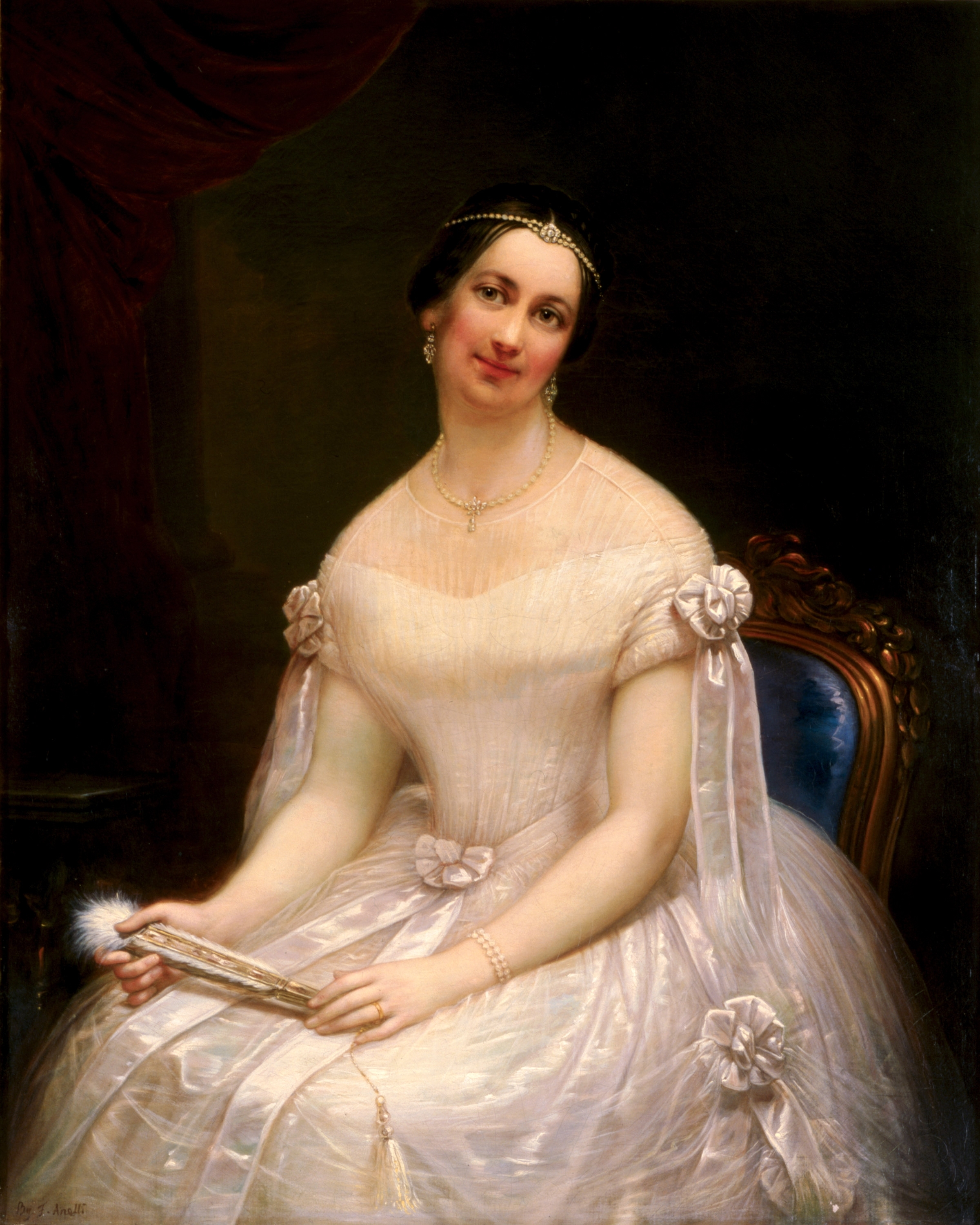
Julia Tyler

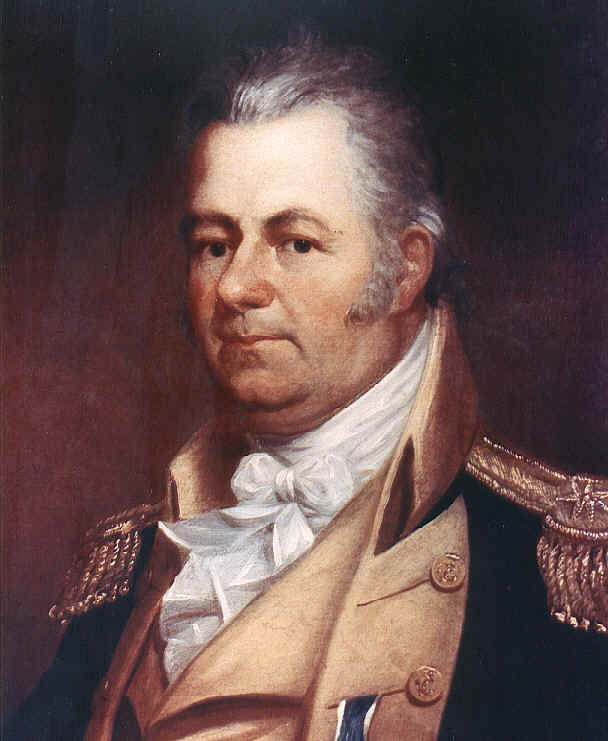
Thomas Truxtun

- William W. Tait (1929–2024), Philosoph und mathematischer Logiker
- Benjamin Tallmadge (1754–1835), Politiker
- Tristan Taormino (* 1971), feministische Autorin, Kolumnistin und Porno-Regisseurin
- Sarah Stewart Taylor (* 1971), Journalistin und Schriftstellerin
- Carole Terry (* 1948), Organistin, Cembalistin und Musikpädagogin
- Jeanine Tesori (* 1961), Komponistin und Arrangeurin
- Augusta Read Thomas (* 1964), Komponistin und Musikpädagogin
- Augustine Thompson (* 1954), Ordensgeistlicher und Historiker
- Jackie Tohn (* 1980), Schauspielerin und Musikerin
- John Toner (* 1955), Physiker und Hochschullehrer
- David Torn (* 1953), Jazzgitarrist und Komponist
- George Townsend (1769–1844), Politiker
- Micah Townshend (1749–1832), Politiker
- Timothy Treadwell (1957–2003), Tierfilmer und Tierschützer
- Thomas Tredwell (1743–1831), Jurist und Politiker
- Thomas Truxtun (1755–1822), Marineoffizier
- David Gardiner Tyler (1846–1927), Politiker
- Julia Tyler (1820–1889), Ehefrau des US-Präsidenten John Tyler

## V
- Steve Vai (* 1960), Gitarrist

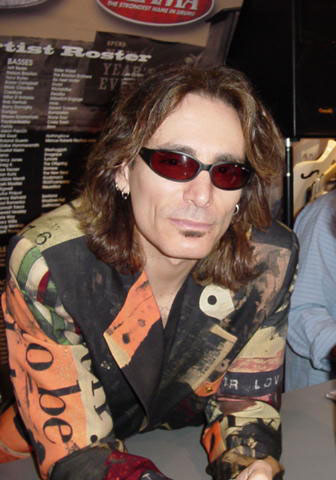
Steve Vai

- David Vanderbilt (* 1954), Theoretischer Festkörperphysiker
- Robert Varkonyi (* 1961), Pokerspieler
- Harold E. Varmus (* 1939), Virologe und Nobelpreisträger
- Ryan Vesce (* 1982), Eishockeyspieler
- Frank Vignola (* 1965), Jazzgitarrist
- Alexa Vojvodić (* 1992), Fußballspielerin
- Chance M. Vought (1890–1930), Luftfahrtpionier und Ingenieur

## W

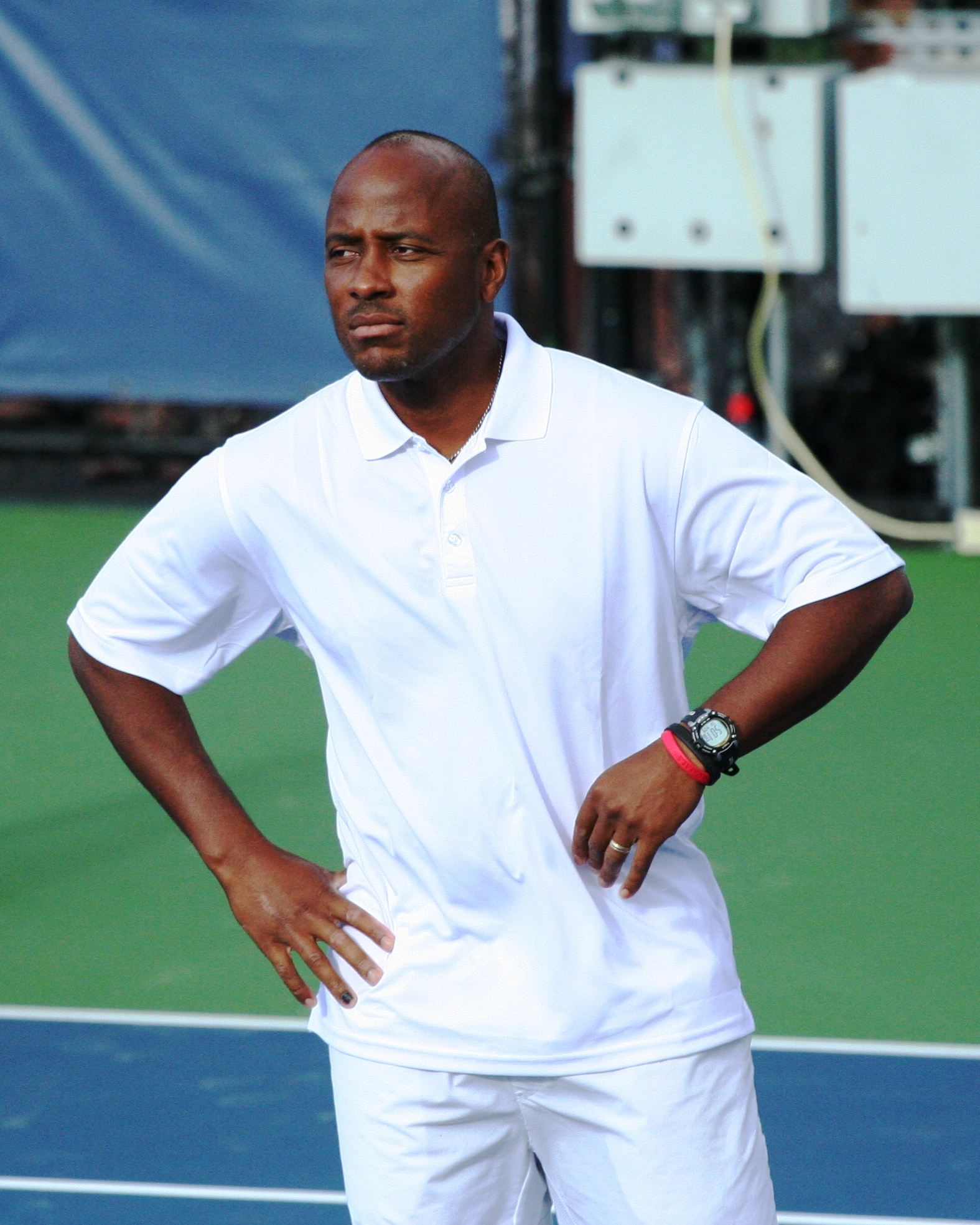
MaliVai Washington

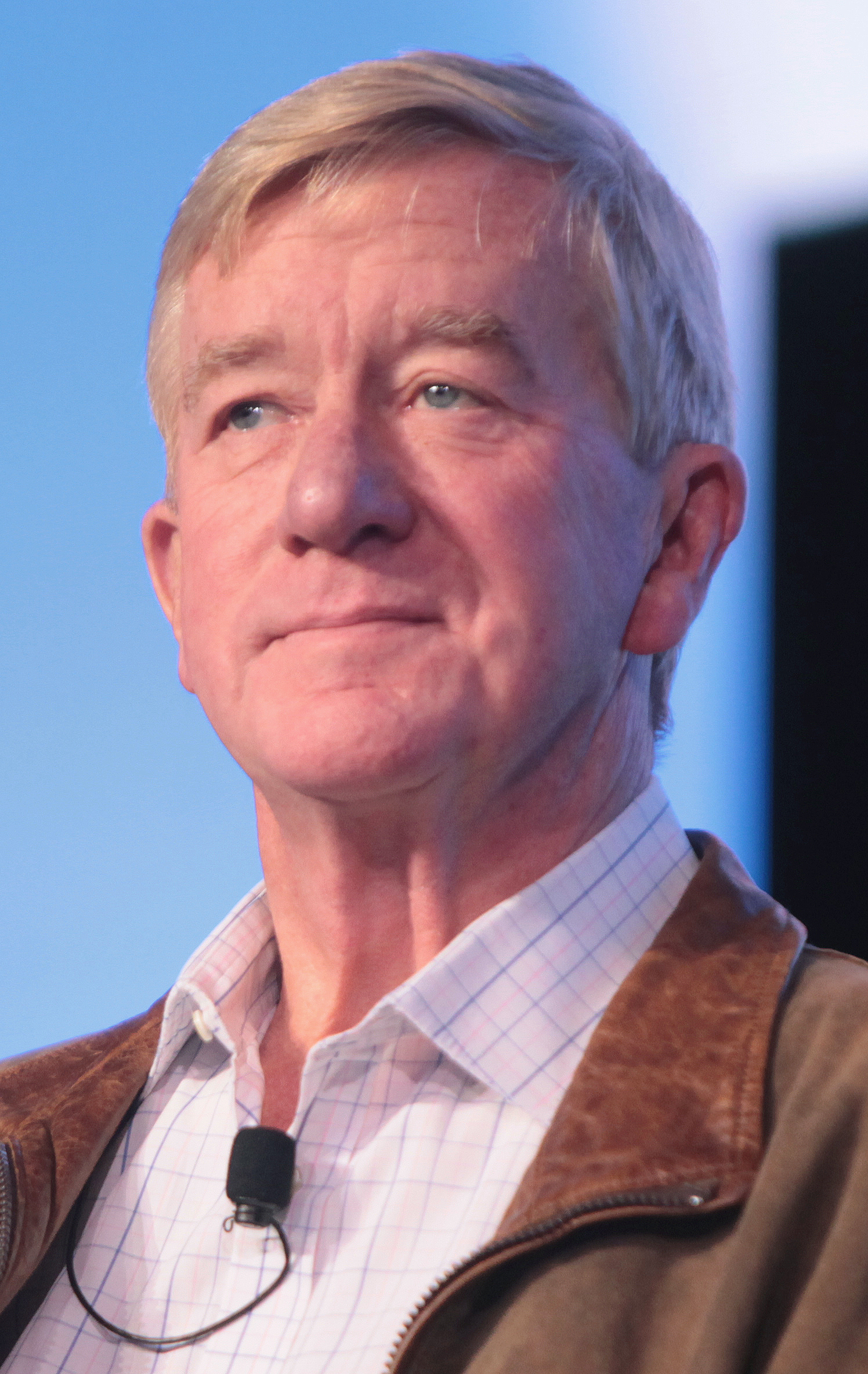
William Weld

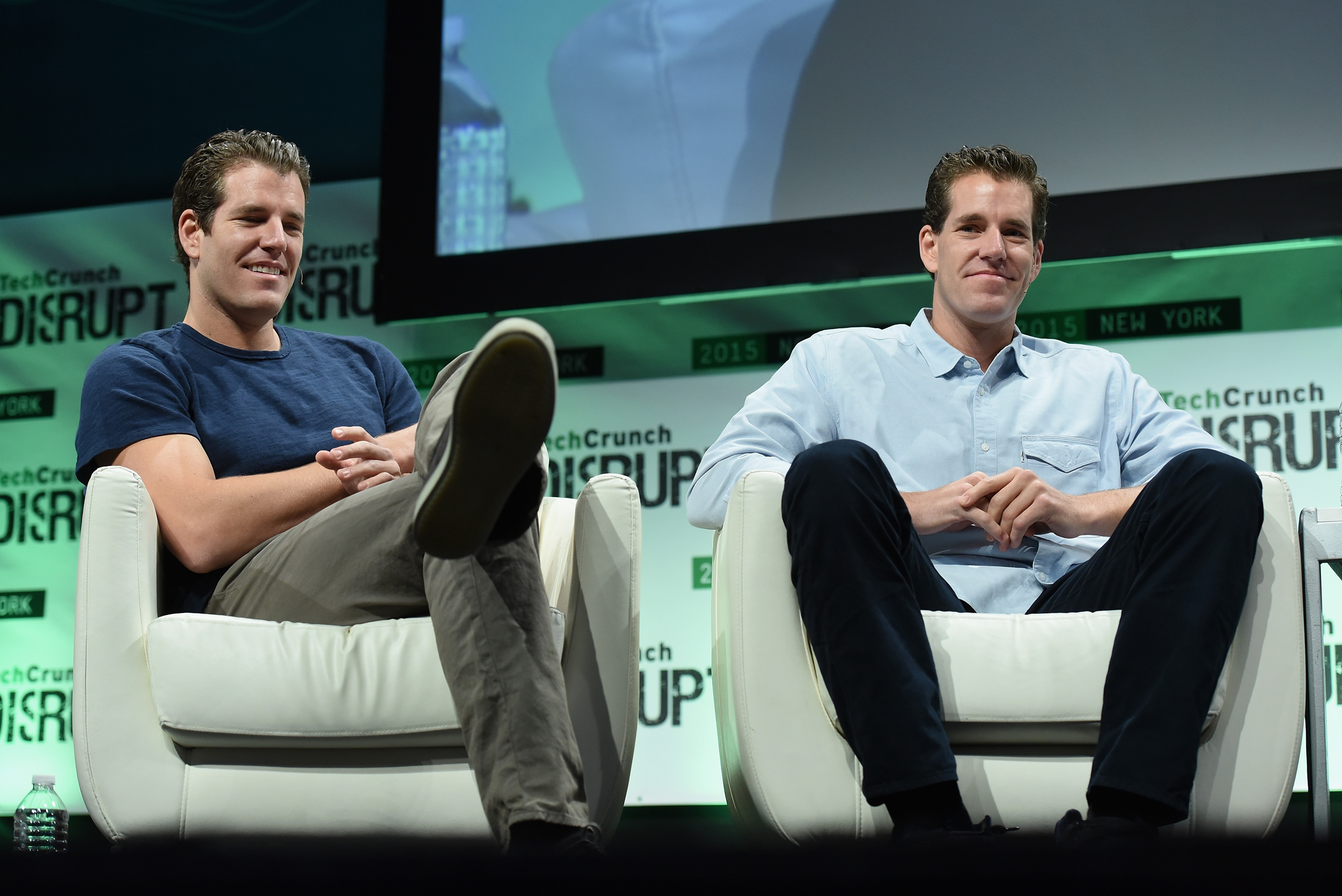
Tyler und Cameron Winklevoss

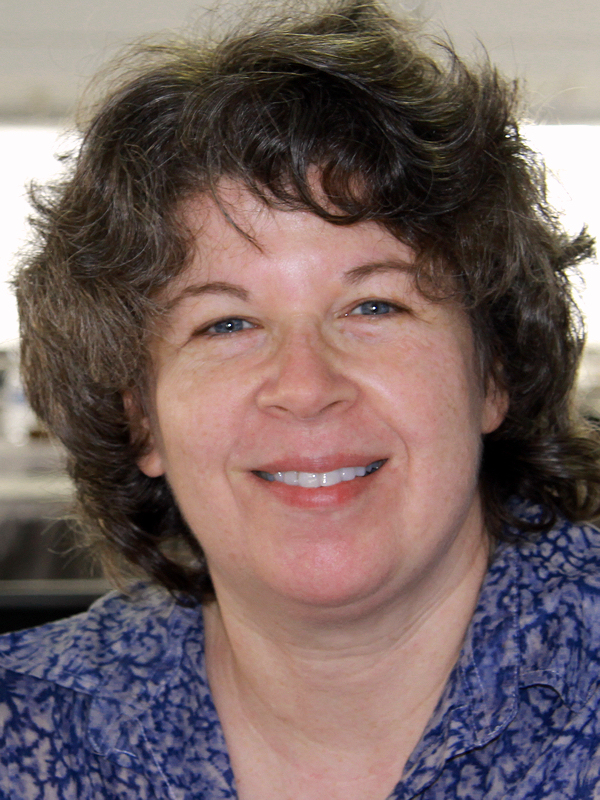
Meg Wolitzer

- Marie Wagner (1883–1975), Tennisspielerin
- Ty Walker (* 1997), Snowboarderin
- Anna Bartlett Warner (1827–1915), presbyterianische Schriftstellerin
- MaliVai Washington (* 1969), Tennisspieler
- Ed Wasser (* 1964), Schauspieler
- Emil Aloysius Wcela (1931–2022), katholischer Geistlicher und Weihbischof in Rockville Centre
- J. Watson Webb Jr. (1916–2000), Filmeditor und Museumsleiter
- Jon Weeks (* 1986), American-Football-Spieler
- David Weir (1944–2012), Autorennfahrer
- Allan C. Weisbecker (1948–2023), Schriftsteller, Drehbuchautor und Surfer
- John Weisbrod (* 1968), Eishockeyspieler und -funktionär
- William Weld (* 1945), Jurist und Politiker
- Dave Weldon (* 1953), Politiker
- William Welser III (* um 1949), Generalleutnant der US Air Force
- Chris Grant Wenchell (* 1989 oder 1990), Schauspieler
- Barry Werth (* 1952), Autor und Journalist
- Erinn Westbrook (* 1991), Schauspielerin, Sängerin, Tänzerin und Model
- Mark Whitfield (* 1966), Gitarrist des Hardbop- und Soul-Jazz
- Meg Whitman (* 1956), Managerin und Milliardärin
- Walt Whitman (1819–1892), Dichter
- Eliphalet Wickes (1769–1850), Jurist und Politiker
- William H. Wickham (1832–1893), Politiker
- Patti Wicks (1945–2014), Jazzsängerin und Pianistin
- George William (* 1982), Singer-Songwriter, Kameramann, Regisseur und Schauspieler
- Marinus Willett (1740–1830), Revolutionär und Militär
- Benjamin A. Willis (1840–1886), Jurist, Offizier und Politiker
- Richard Wilson (1920–1987), Science-Fiction-Autor, -Fan und Journalist
- Judd Winick (* 1970), Comicautor und -zeichner
- Cameron Winklevoss (* 1981), Ruderer, Unternehmer und Venture-Kapitalist
- Tyler Winklevoss (* 1981), Ruderer, Unternehmer und Venture-Kapitalist
- Ann Dryden Witte (* 1942), Wirtschaftswissenschaftlerin
- Meg Wolitzer (* 1959), Autorin
- Jeremiah Wood (1876–1962), Rechtsanwalt und Politiker
- Mark Wood (* 1957), Geiger
- Silas Wood (1769–1847), Professor, Jurist, Politiker und Schriftsteller
- Abraham Woodhull (1750–1826), Spion
- Caleb Smith Woodhull (1792–1866), Politiker
- Wyandanch (1571–1659), Sachem der Montaukett
- Jim Wynorski (* 1950), Regisseur, Drehbuchautor und Filmproduzent

## Y

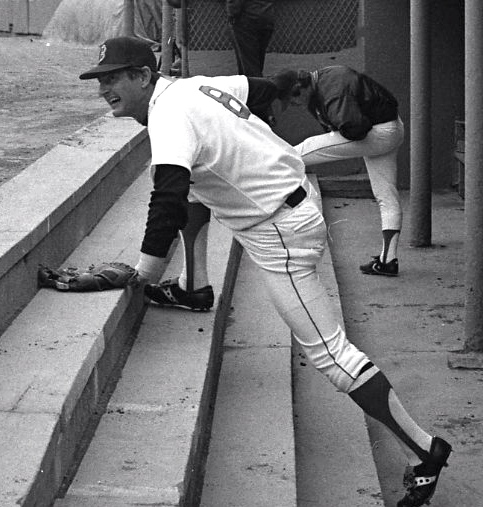
Carl Yastrzemski

- Linda Yaccarino (* 1963), Managerin, CEO von X Corp.
- Carl Yastrzemski (* 1939), Baseballspieler
- Josephine Silone Yates (1859–1912), Chemikerin und Hochschullehrerin
- Arthur Yorinks (* 1953), Kinderbuchautor, Dramatiker und Theaterregisseur
- Brandee Younger (* 1983), Jazzmusikerin

## Z

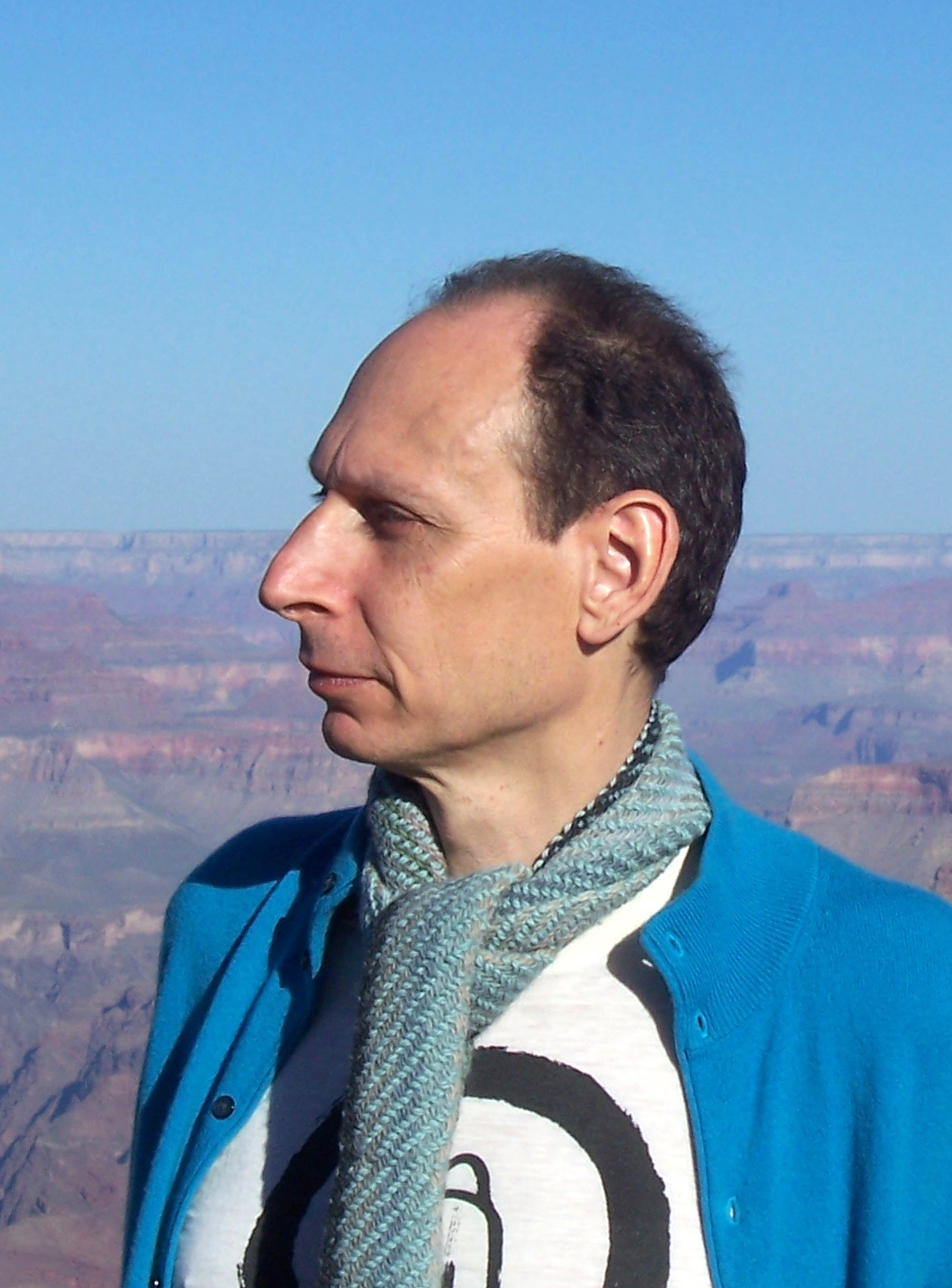
Richard Zimler

- Luke Zahradka (* 1991), amerikanisch-italienischer American-Football-Spieler
- Jill Zarin (* 1963), Medienpersönlichkeit, Schauspielerin und Unternehmerin
- Lee Zeldin (* 1980), Politiker
- Richard Zimler (* 1956), US-amerikanisch-portugiesischer Journalist und Schriftsteller
- Adam Zolotin (* 1983), Schauspieler